# Умершие в октябре 2021 года
Это список известных людей, соответствующих установленным критериям значимости (см. Википедия:Критерии значимости персоналий), умерших в октябре 2021 года.
Причина смерти указывается лишь в исключительных случаях (убийство, самоубийство, гибель в результате военных действий, смертная казнь, ДТП или несчастные случаи). В остальных случаях — не указывается.

## 31 октября
- Алексеев, Геннадий Денисович[значимость?] (61) — советский и российский актёр, актёр Новгородского театра драмы, заслуженный артист России[1].
- Акханлы, Доган[нем.] (63) — турецкий и немецкий писатель, лауреат медали Гёте (2019)[2].
- Аюб, Махмуд (85 или 86) — американский исламовед[3].
- Бабаян, Карен Рштуниевич (74) — советский и армянский врач-дерматолог, организатор здравоохранения, доктор медицинских наук, профессор ЕГМУ[4].
- Богаткин, Владимир Владимирович[значимость?] (70) — советский и эстонский режиссёр и оператор документального кино[5].
- Вайнер, Аурел[рум.] (89) — румынский политический деятель, депутат парламента Румынии (2004—2016)[6].
- Васильев, Геннадий Борисович (77) — российский военачальник, командующий Московским округом ВВС и ПВО (1998—2002), генерал-полковник (2000), военный лётчик 1-го класса[7].
- Данилюк, Николай Николаевич (84) — советский государственный деятель, председатель Хабаровского крайисполкома (1986—1990) и Хабаровского крайсовета (1990—1991)[8].
- Залужный, Иван Аникеевич (103) — ветеран Великой Отечественной войны[9].
- Кауфман, Марк Матвеевич (89) — советский и российский государственный деятель, председатель исполкома Совета народных депутатов Еврейской автономной области (1985—1991)[10].
- Мусин, Нугуман Сулейманович (90) — башкирский писатель[11].
- Перегудов, Сергей Петрович (96) — советский и российский историк и политолог[12].
- Потекаев, Николай Сергеевич (97) — советский и российский дерматовенеролог, член-корреспондент АМН СССР / РАМН (1988—2014), член-корреспондент РАН (2014)[13].
- Рутковский, Владимир Григорьевич (84) — украинский детский писатель, поэт и журналист[14].
- Танганов, Борис Бадмаевич (81) — советский и российский химик-аналитик, доктор химических наук[15].
- Тизард, Кэтрин[англ.] (90) — генерал-губернатор Новой Зеландии (1990—1996)[16].
- Трамс, Влодзимеж (77) — польский баскетболист, бронзовый призёр чемпионата Европы 1967[17].
- Фаррар, Фрэнк (92) — американский государственный деятель, губернатор Южной Дакоты (1969—1971)[18].

## 30 октября

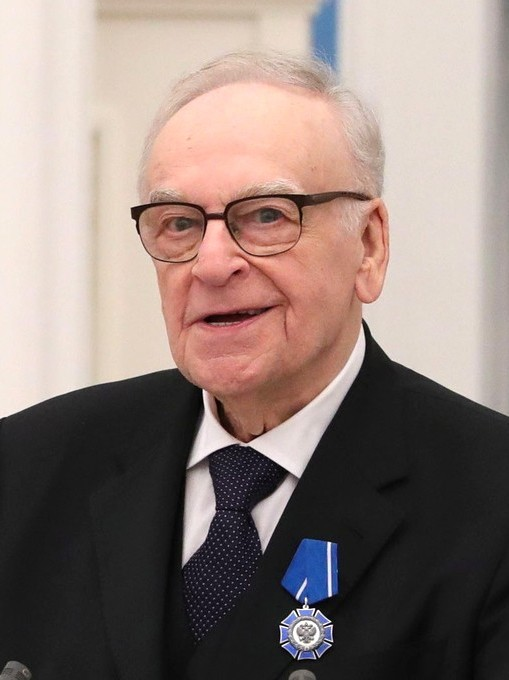
Игорь Кириллов

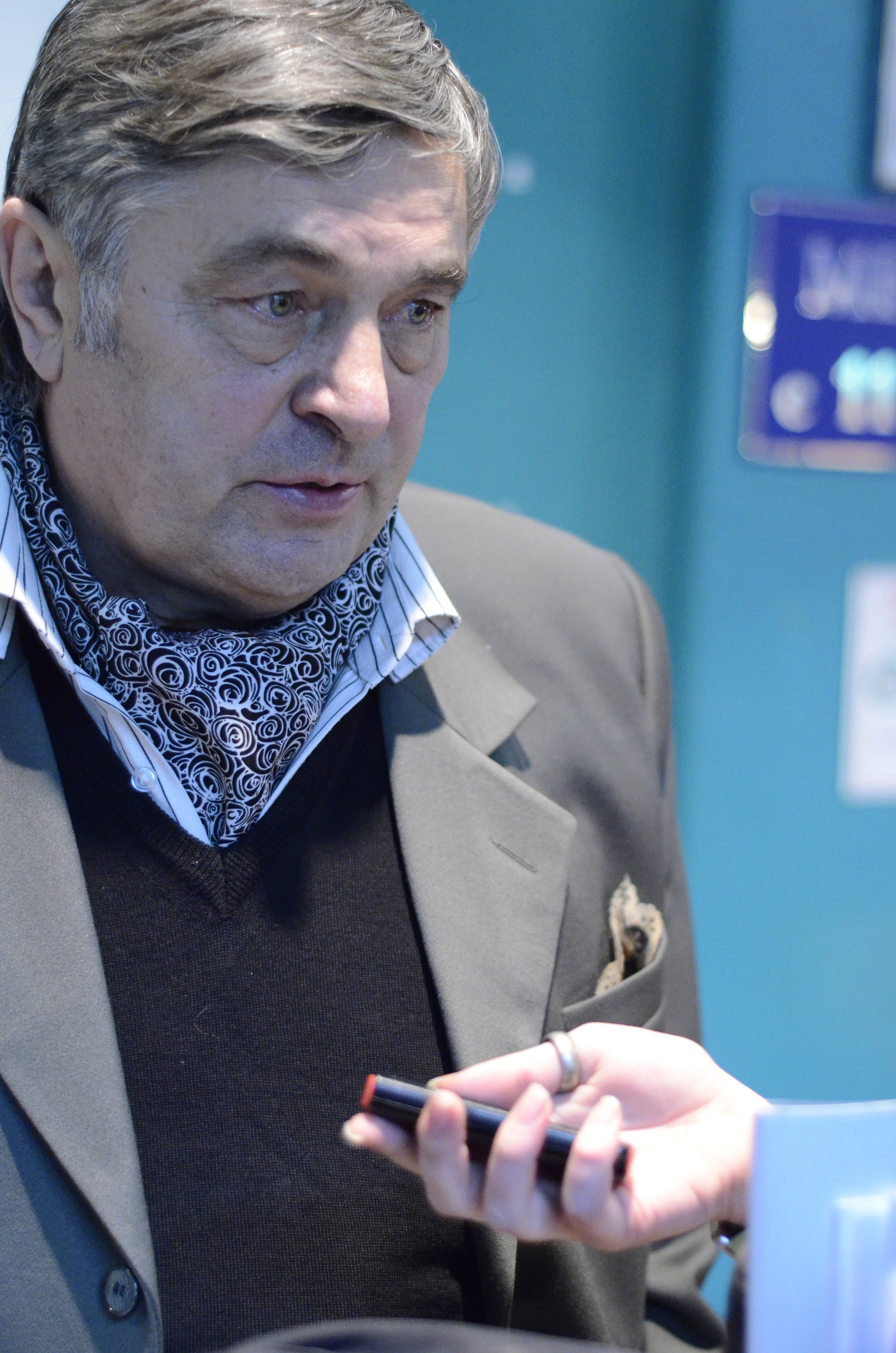
Алексей Колесник

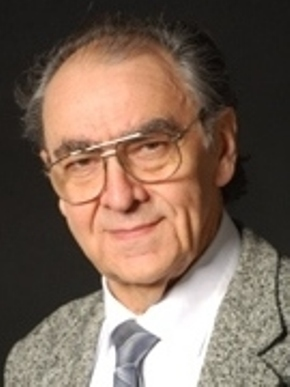
Валерий Хмелько

- Бадер, Йозеф (80) — западногерманский бобслеист, двукратный серебряный призёр зимних Олимпийских игр (1968, 1972), чемпион мира (1970)[19].
- Година, Николай Иванович (86) — советский и российский писатель и поэт[20].
- Дэвидсон, Алан[англ.] (92) — австралийский игрок в крикет, член Зала славы Международного совета крикета (2011), член ордена Британской империи (1964)[21].
- Иванов-Ардашев, Владимир Васильевич (70) — российский журналист и писатель[22].
- Кампеоль, Адо (93) — итальянский ресторатор[23].
- Колесник, Алексей Антонович (71) — советский и украинский актёр, заслуженный артист Украины (2008)[24].
- Лебедева, Галина Евгеньевна (84) — советский и российский историк-византинист[25].
- Малявина, Валентина Александровна (80) — советская и российская актриса[26].
- Низамов, Зуфар Саидович (72) — советский и российский художник, заслуженный деятель искусств Татарстана[27].
- Рывкина, Розалина Владимировна (95) — советский и российский социолог, доктор экономических наук[28].
- Пазолини далл'Онда, Дезидерия (101) — одна из основателей итальянской ассоциации Italia Nostra[англ.], её президент в 1998—2005 годах, кавалер Большого креста ордена «За заслуги перед Итальянской Республикой» (2002)[29].
- Тенгарринья, Бернарду[англ.] (32) — португальский футболист[30].
- Хмелько, Валерий Евгеньевич (82) — советский и украинский социолог[31].
- Хохлов, Евгений Иванович (82) — советский и российский тренер по биатлону, тренер женской сборной СССР и России[32].
- Хрынин, Вячеслав Александрович (84) — советский баскетболист, серебряный призёр Олимпийских игр (1964), двукратный чемпион Европы (1963, 1965), заслуженный мастер спорта СССР, заслуженный тренер СССР[33].

## 29 октября

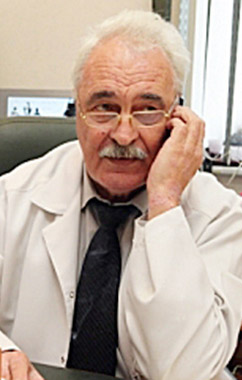
Борис Гайдар

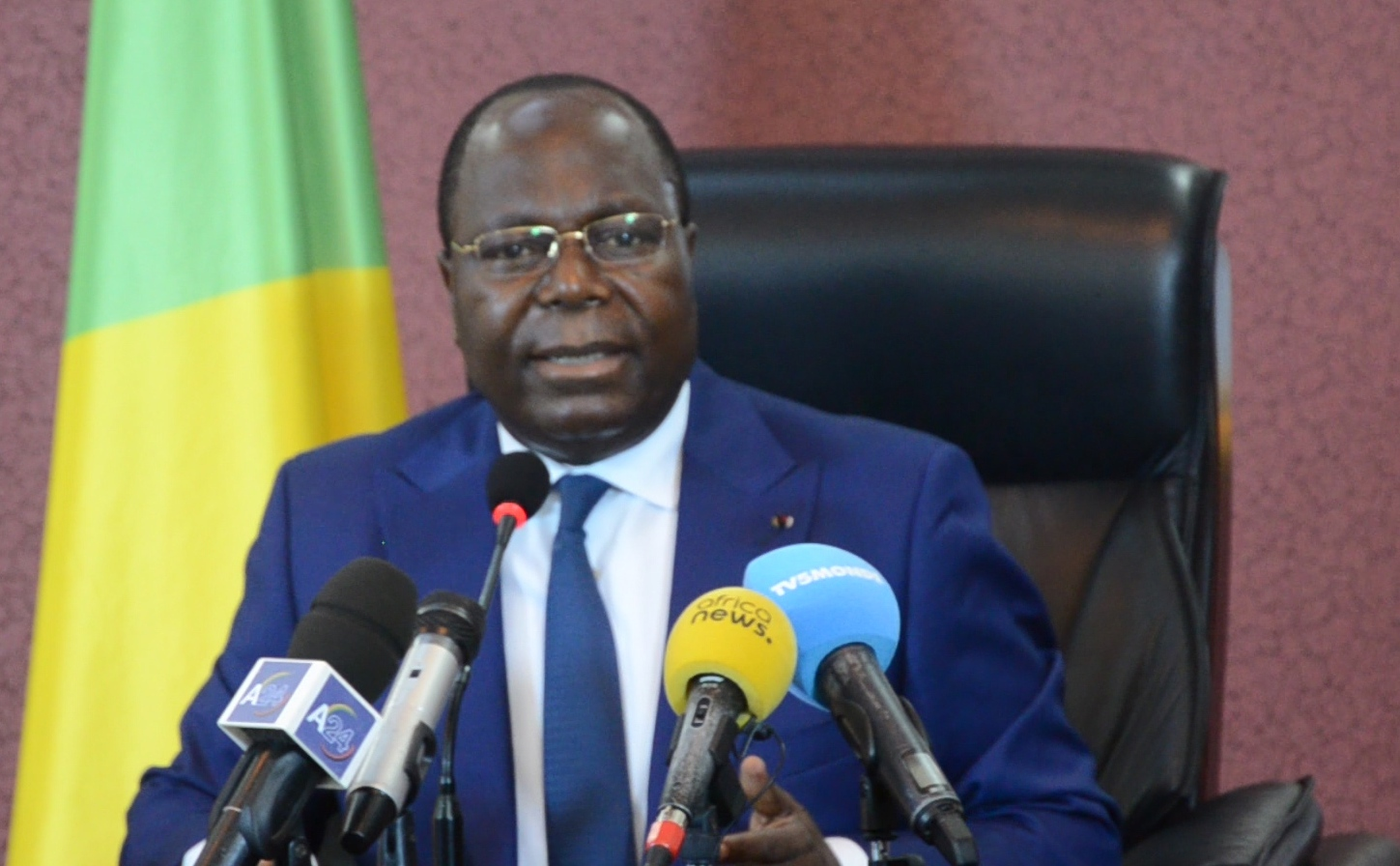
Клеан Муамба

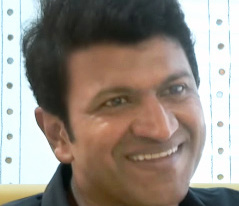
Пунит Раджкумар

- Анохин, Анатолий Александрович (79) — советский и российский экономикогеограф[34].
- Байджиев, Мар Ташимович (86) — советский и киргизский писатель, публицист, сценарист и переводчик, народный писатель Кыргызской Республики[35].
- Болдырев, Александр Михайлович (89) — советский и российский учёный, доктор технических наук, профессор ВГТУ, заслуженный деятель науки Российской Федерации, ректор ВИСИ-ВГАСА-ВГАСУ (1982—2002)[36]
- Гайдар, Борис Всеволодович (75) — советский и российский военный врач, нейрохирург, начальник ВМедА (2000—2007), генерал-лейтенант медицинской службы (2002), академик РАМН (2005—2013), академик РАН (2013), заслуженный деятель науки Российской Федерации (1994), лауреат Государственной премии Российской Федерации (2003)[37].
- Гореловский, Иван Иванович (79) — деятель советских и российских спецслужб, заместитель директора СВР (1992—2006), генерал-полковник (1997)[38].
- Дарруди, Иран[англ.] (85) — иранская художница, кинорежиссёр и художественный критик[39].
- Дуэ, Рейдар[норв.] (98) — норвежский политический и государственный деятель, депутат стортинга (1977—1989), губернатор Сёр-Трёнделага (1986—1993)[40].
- Занеттович, Ренато[итал.] (100) — итальянский скрипач, кавалер ордена «За заслуги перед Итальянской республикой» (1996)[41].
- Квашнин, Сергей Иванович (66) — российский художник, график, гравёр, ювелир, академик РАХ (2018), заслуженный художник Российской Федерации (2019)[42].
- Ким, Георгий Николаевич (67) — доктор технических наук, профессор, заслуженный работник рыбного хозяйства Российской Федерации, бывший ректор Дальневосточного государственного технического рыбохозяйственного университета (о смерти объявлено в этот день)[43].
- Кириллов, Игорь Леонидович (89) — диктор советского и российского телевидения, народный артист СССР (1988)[44].
- Колотилов, Александр Афанасьевич (75) — российский живописец, заслуженный художник Российской Федерации[45].
- Левин, Михаил Ильич (93) — советский архитектор, лауреат Государственной премии СССР (1977), заслуженный архитектор Казахской ССР[46].
- Литовченко, Тимур Иванович[укр.] (58) — украинский писатель-фантаст[47].
- Мартышкин, Александр Георгиевич (78) — советский спортсмен (академическая гребля), бронзовый призёр летних Олимпийских игр в Мехико (1968), двукратный бронзовый призёр чемпионатов Европы (1971, 1973)[48].
- Муамба, Клеман (77) — премьер-министр Республики Конго (2016—2021)[49].
- Мустафин, Ямиль Мустафьевич (94) — башкирский писатель и переводчик[50].
- Оравец, Петер Йозеф (78) — словацкий театральный режиссёр и драматург[51].
- Пашкова, Людмила Анатольевна (79) — советская и российская актриса[52].
- Пунит Раджкумар (46) — индийский актёр[53].
- Сербах, Мехди (68) — алжирский футболист, игравший в национальной сборной[54].
- Скатов, Николай Николаевич (90) — советский и российский литературовед, директор Пушкинского дома (1987—2005), член-корреспондент РАН (1997)[55].
- Столяров, Вячеслав Петрович (75) — советский и российский художник, заслуженный художник Российской Федерации[56].
- Трандафир, Мариус (43) — румынский хоккейный тренер, чемпион и обладатель Кубка Румынии, директор клуба «Дунэря», доцент Галацкого университета[57].

## 28 октября

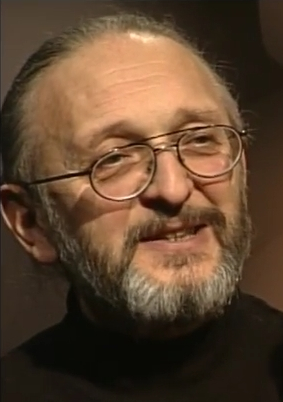
Сергей Брижань

- Багбанбаши, Али[англ.] (97) — иранский бегун на длинные дистанции, чемпион летних Азиатских игр 1951 в беге на 5000 метров, двукратный участник летних Олимпийских игр (1952, 1956)[58]
- Брижань, Сергей Николаевич (65) — главный режиссёр Хмельницкого областного театра кукол (с 1989), заслуженный деятель искусств Украины[59].
- Горбунов, Юний Алексеевич (83) — русский писатель и публицист[60].
- Жарикбаев, Кубигул Бозаевич (92) — советский и казахстанский педагог и психолог, почётный член НАН Казахстана[61].
- Женченко, Виктор Васильевич[укр.] (85) — советский и украинский оперный певец, поэт и переводчик, солист Национальной филармонии Украины, заслуженный артист Украинской ССР[62].
- Занони, Людовик[англ.] (86) — румынский шоссейный велогонщик, участник Летних Олимпийских игр 1960 года в Риме, серебряный призёр Тура Румынии в 1955 и 1958 годах[63].
- Марачек, Имрих (80) — словацкий учёный в области ветеринарной медицины, иностранный член РАСХН (1999—2014), иностранный член РАН (2014)[64].
- Петрова, Людмила Николаевна (83) — советский и российский физиолог растений, академик РАСХН (1995—2013), академик РАН (2013)[65].
- Пона, Владимир Романович (72) — российский хореограф, основатель и художественный руководитель Челябинского театра современного танца, заслуженный работник культуры Российской Федерации[66].
- Разгоняев, Валерий Иванович (74) — российский поэт, художник, скульптор[67].
- Старых, Александр Васильевич (63) — российский журналист, прозаик и публицист. Главный редактор газеты «Вечерний Оренбург» в 1994—2012 годах. Лауреат национальной премии в области печатных СМИ «Искра» в номинации «Рецензия» (2006)[68].
- Степанов, Валерий Иванович (70) — российский адвокат, судья правового телепроекта НТВ «Суд присяжных»[69].
- Твид, Дэйви (61) — ирландский регбист и политический деятель; ДТП[70].
- Тихомиров, Михаил Иванович (83) — советский и российский спортивный функционер, почётный президент Международной федерации самбо, судья международной категории (1972)[71].
- Холтон, Линвуд[англ.] (98) — американский государственный деятель, губернатор Вирджинии (1970—1974)[72].

## 27 октября

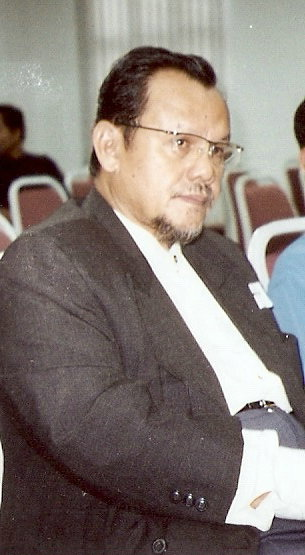
Ахмад Камал Абдуллах

- Ахмад Камал Абдуллах (80) — малайзийский поэт и писатель[73].
- Бойко, Геннадий Григорьевич (86) — советский и российский певец, народный артист Российской Федерации (2006)[74].
- Голофаев, Николай Михайлович (86) — советский футболист («Химик» Новомосковск)[75].
- Искендеров, Зейналабдин Али оглы (71/72) — азербайджанский скульптор, заслуженный художник Азербайджана (2006)[76].
- Кармайкл, Санди[англ.] (77) — шотландский регбист, игравший в национальной сборной (1969—1979)[77].
- Кусаинов, Амирлан Айдарбекович (64) — казахстанский учёный в области строительной механики, иностранный член РААСН[78].
- Недзведзкий, Яцек (70) — польский теннисист и тренер, пятикратный чемпион Польши в парном разряде, тренер сборной Бахрейна[79].
- Никкель, Бернд (72) — западногерманский футболист, игрок «Айнтрахта» и национальной сборной[80].
- Огурцов, Валентин Иванович (95) — ветеран Великой Отечественной войны, механик авиаполка «Нормандия — Неман»[81].
- Рума, Абба Сайяди[англ.] (59) — нигерийский государственный деятель, министр сельского хозяйства (2007—2010)[82].
- Толкачёв, Сергей Евгеньевич (81) — советский и российский режиссёр документального кино и сценарист[83].

## 26 октября

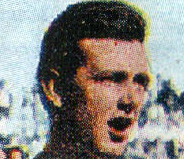
Умберто Коломбо

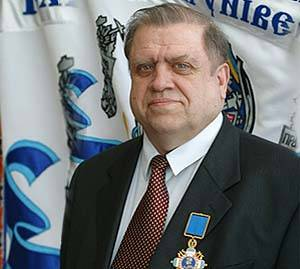
Александр Минаев

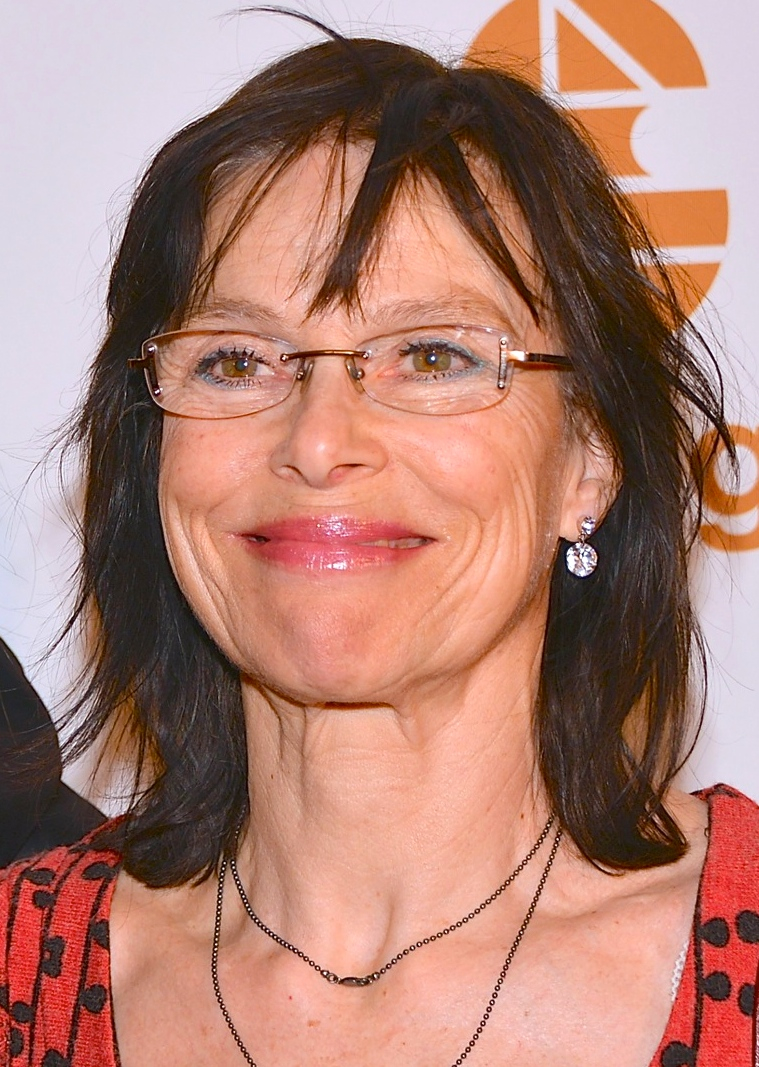
Лил Терселиус

- Брага, Жилберту[порт.] (75) — бразильский сценарист, создатель теленовеллы «Рабыня Изаура»[84].
- Гамм, Александр Зельманович (83) — советский и российский физик, доктор технических наук, лауреат Государственной премии СССР (1986)[85].
- Кирабаев, Серик Смаилович (94) — советский и казахстанский литературовед, академик НАН Казахстана (1994)[86].
- Коломбо, Умберто (88) — итальянский футболист, игрок «Ювентуса» и национальной сборной[87].
- Кубасов, Александр Владимирович (61/62) — деятель российских спецслужб, начальник управлений ФСБ по Ульяновской области (2006—2010), по Чечне (2010—2013) и по Ярославской области (2013—2018), генерал-лейтенант[88].
- Кузьмин, Алексей Данилович (99) — советский и российский тренер по лёгкой атлетике, заслуженный тренер РСФСР (1960)[89].
- Ларионов, Николай Геннадьевич (81) — советский и российский актёр, артист Челябинского театра драмы имени Наума Орлова, заслуженный артист РСФСР (1979)[90].
- Минаев, Александр Анатольевич (79) — ректор Донецкого национального технического университета (1989—2014), Герой Украины (2012)[91][92].
- Откович, Мирослав Петрович[укр.] (74) — украинский художник-акварелист, сценограф, реставратор, народный художник Украины (2009)[93].
- Ро Дэ У (88) — президент Республики Корея (1988—1993)[94].
- Сал, Морт[англ.] (94) — американский комик и артист, один из пионеров социальной и политической сатиры в США[95].
- Смит, Уолтер (73) — шотландский футболист и футбольный тренер[96].
- Терселиус, Лил (76) — шведская актриса[97].
- Терци, Антония (50) — итальянский аэродинамик, работавшая с командами Ferrari и Williams в Формуле-1, ДТП[98].
- Шумейко, Александр Алексеевич (66) — советский и украинский математик, доктор технических наук, профессор ДГТУ[99].

## 25 октября

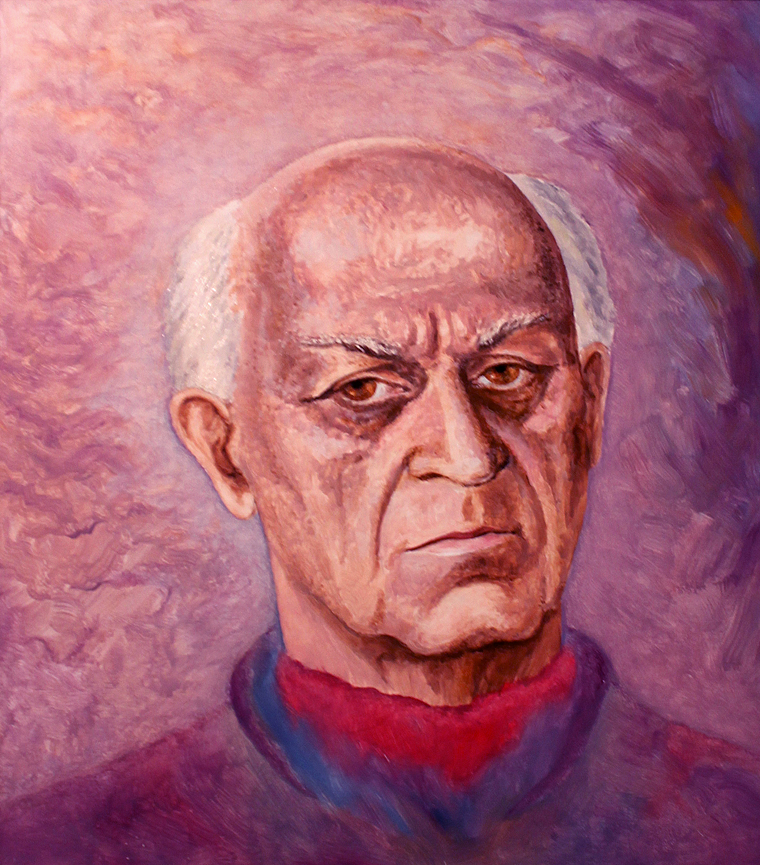
Рафаэль Арутюньян

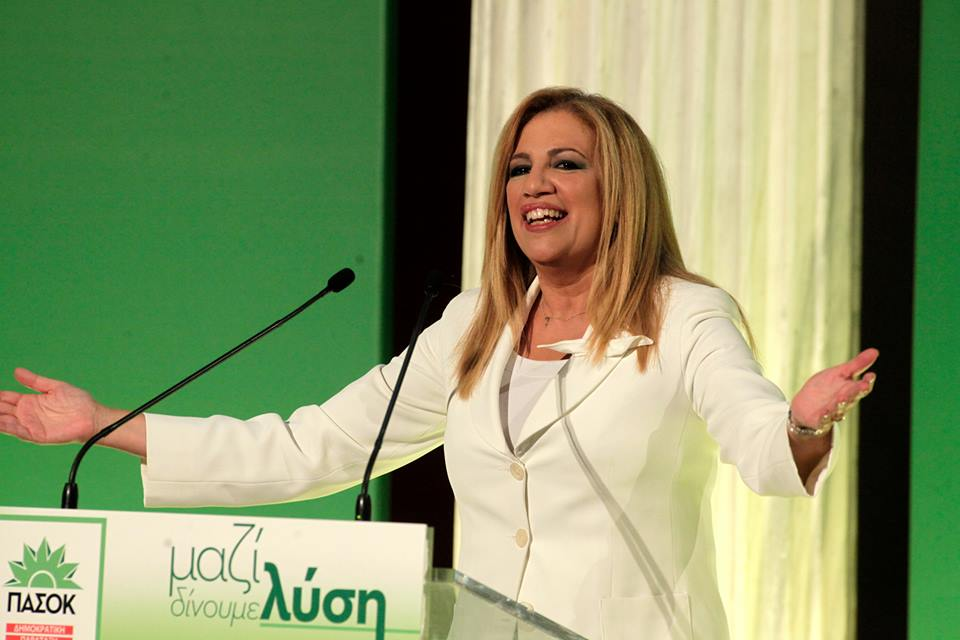
Фофи Геннимата

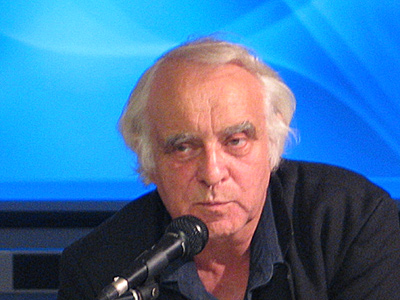
Виталий Пацюков

- Авалиани, Теймураз Георгиевич (89) — советский и российский политический деятель[100].
- Арутюньян, Рафаэль Суренович (84) — эстонский скульптор, художник и график[101].
- Геннимата, Фофи (56) — греческий политический деятель, депутат Парламента (2000—2002, 2012, с 2015), председатель партии ПАСОК (с 2015 года)[102].
- Диес Ньето, Альфредо[англ.] (103) — кубинский дирижёр, композитор и профессор, лауреат национальных музыкальных премий[103].
- Коверин, Александр Васильевич (75) — советский и российский художник, заслуженный художник Российской Федерации[104].
- Пацюков, Виталий Владимирович (82) — советский и российский искусствовед и куратор, член-корреспондент РАХ (2012)[105].
- Чойбонов, Матвей Рабданович (74) — советский и российский бурятский поэт и общественный деятель[106].
- Шаламанов, Александр (80) — болгарский футболист, горнолыжник, волейболист и футбольный тренер[107].

## 24 октября

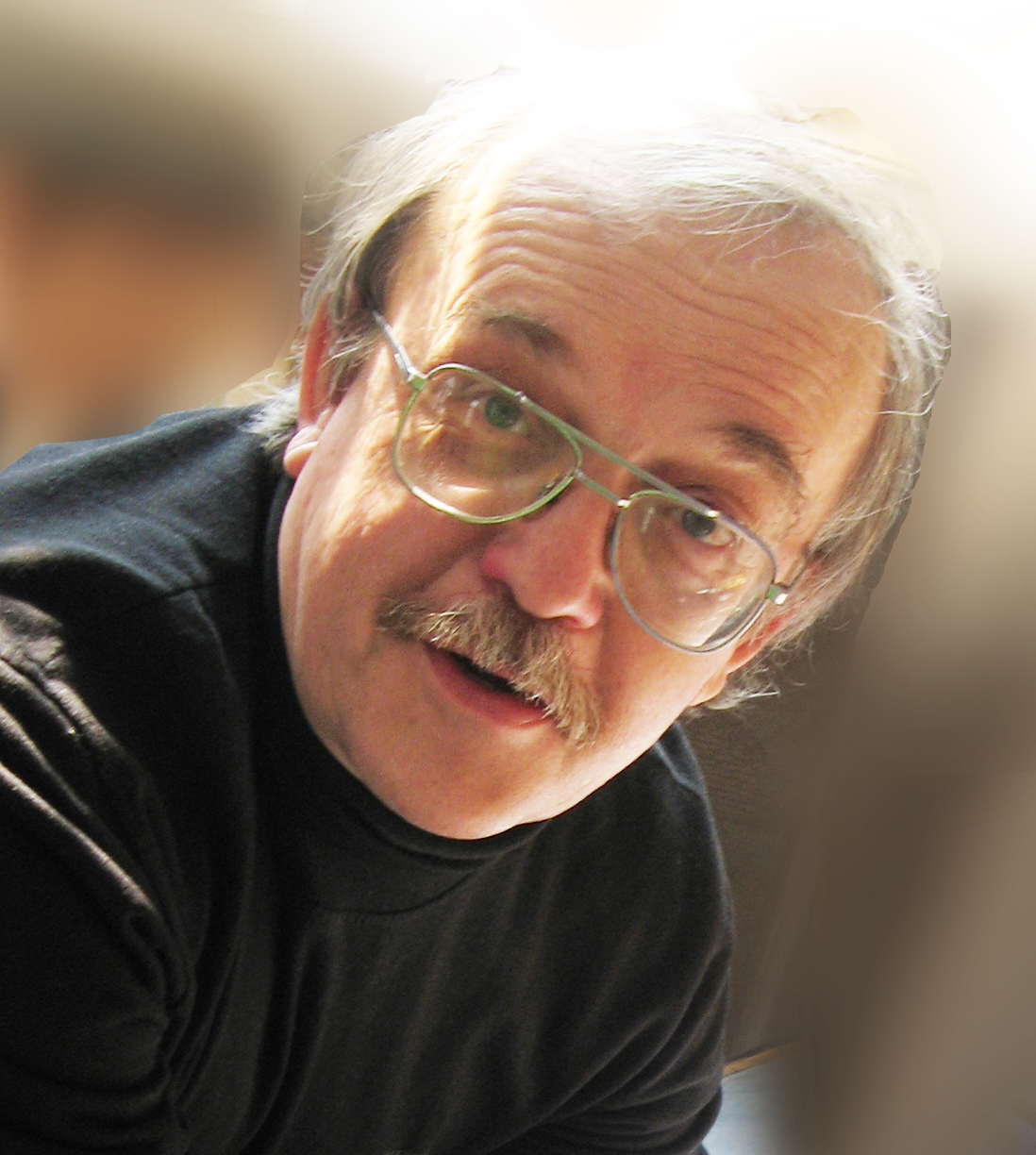
Сергей Булыга

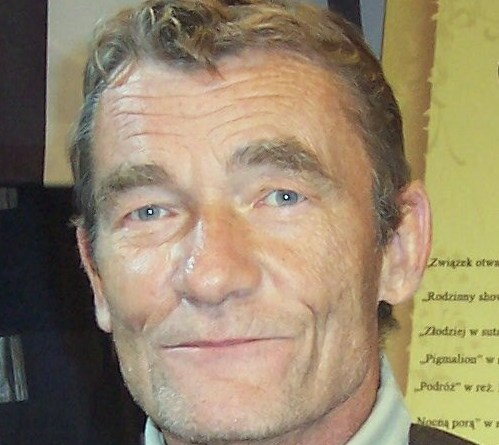
Кшиштоф Кершновский

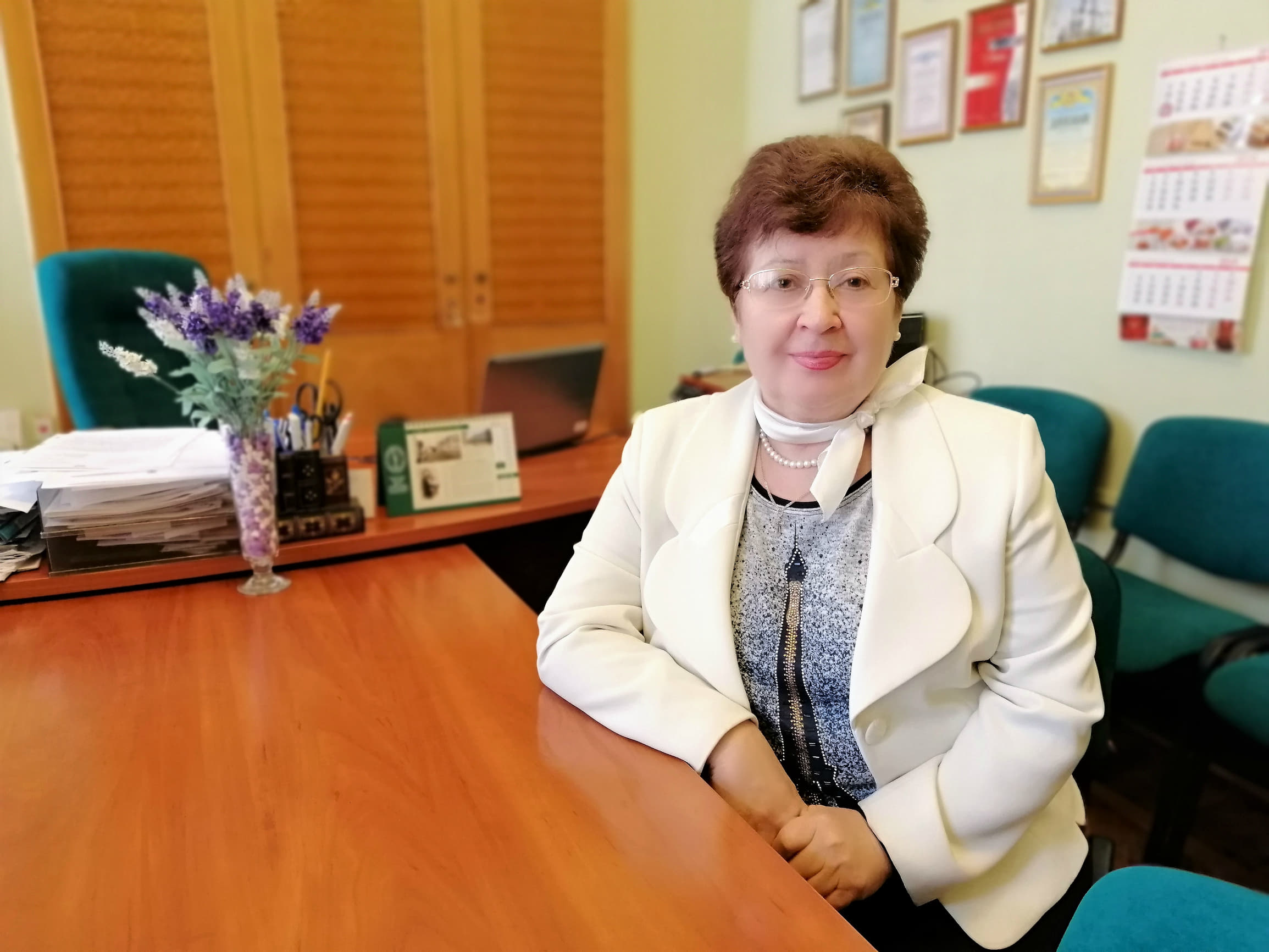
Валентина Ракитянская

- Бубнов, Василий Александрович (78) — советский и российский художник-монументалист, заслуженный художник Российской Федерации, академик РАХ (2007)[108].
- Булыга, Сергей Алексеевич (68) — белорусский писатель и сценарист[109].
- Гасымов, Халил Мамедали оглы[азерб.] (79) — азербайджанский биолог, член-корреспондент НАНА (2001)[110].
- Гебалле, Теодор[англ.] (101) — американский физик, член Национальной академии наук США (1973)[111].
- Гейро, Людмила Семёновна (80) — советский и российский литературовед, текстолог, исследовательница творчества И. А. Гончарова[112].
- Грищенко, Пётр Семёнович (89) — советский партийный деятель, первый секретарь Удмуртского обкома КПСС (1985—1990)[113].
- Засеев-Руденко, Николай Викторович (88) — советский и украинский кинорежиссёр, сценарист, актёр, народный артист Украины (2017)[114].
- Кершновский, Кшиштоф (70) — польский актёр[115].
- Натх, Индира (83) — индийский иммунолог[116].
- Останков, Борис Леонидович (86) — российский писатель[117].
- Ракитянская, Валентина Дмитриевна (73) — советский и украинский библиограф, директор Харьковской научной библиотеки с 1995 года, заслуженный работник культуры Украины (1999)[118].
- Резов, Юрий Михайлович (84) — советский и российский хозяйственный деятель, руководитель объединения «Трансформатор» (1976—1996)[119].
- Тайлер, Джеймс Майкл (59) — американский актёр[120].
- Тишкевич, Альфонс Ильич (82) — советский и белорусский государственный и партийный деятель, председатель Минского облисполкома (1986—1994), народный депутат БССР, депутат Верховного Совета Беларуси[121].

## 23 октября

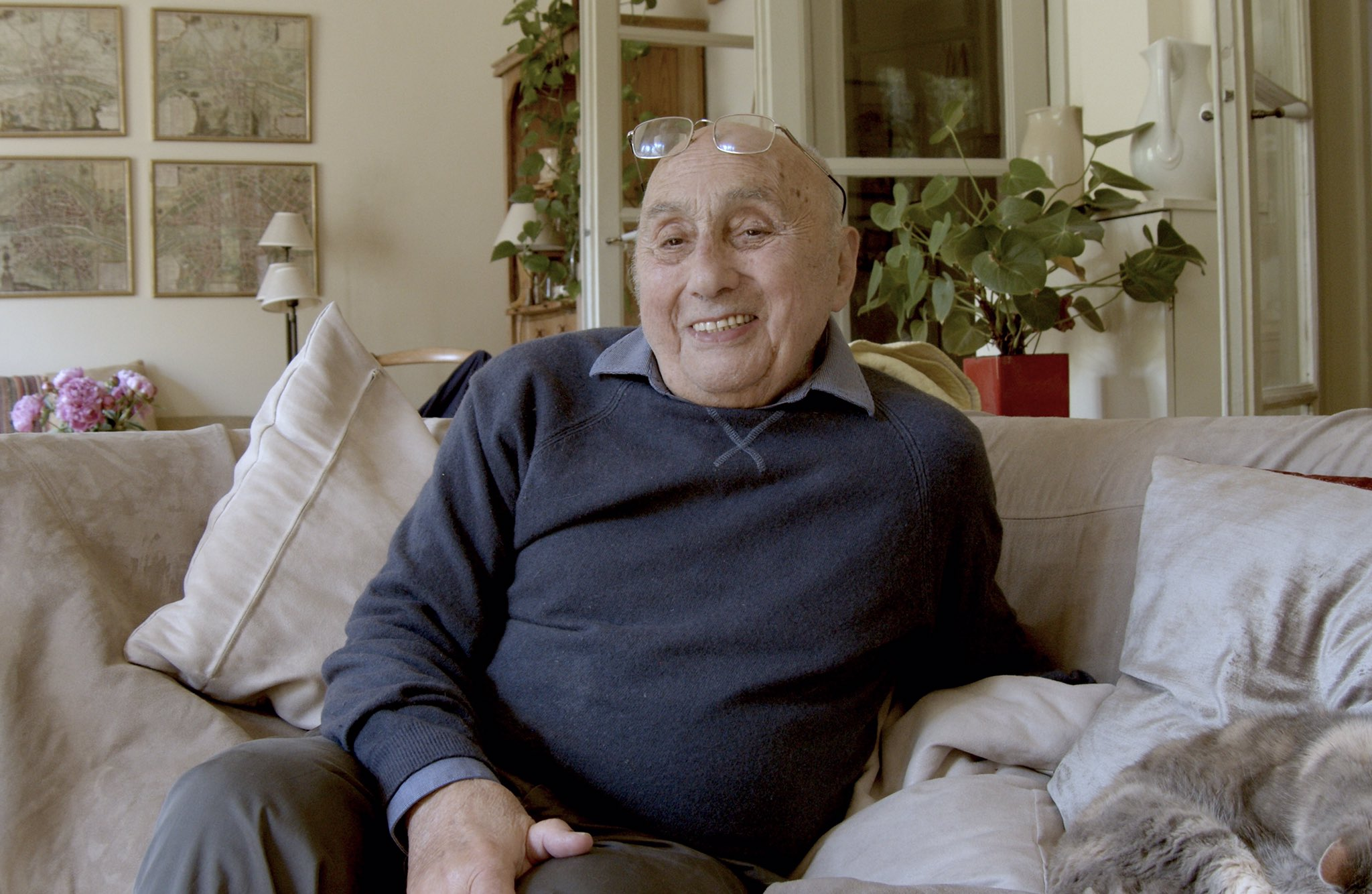
Марсель Блюваль

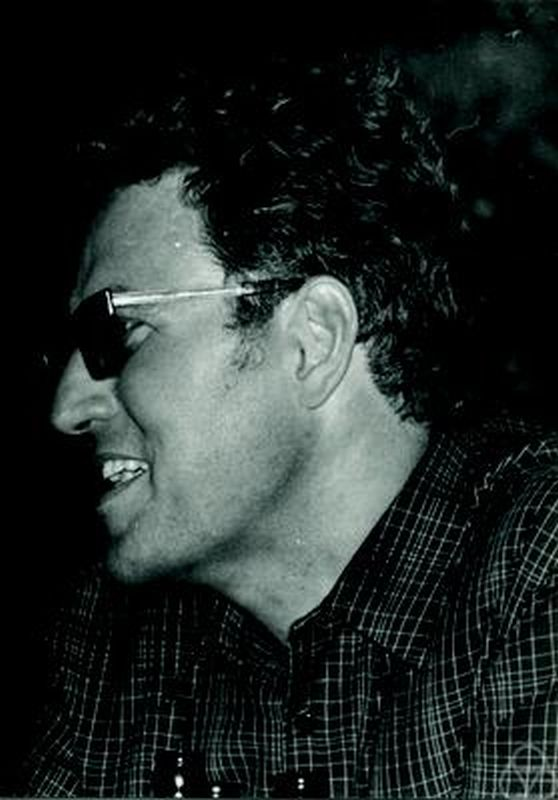
Лев Шеврин

- Басилико, Мигель Анхель (81) — аргентинский футболист и тренер, игрок «Бока Хуниорс», «Индепендьенте Санта-Фе», тренер сборной Уругвая[122].
- Бестаева, Татьяна Владимировна (84) — советская и российская актриса театра и кино, народная артистка РСФСР (1990)[123].
- Блюваль, Марсель (96) — французский кинорежиссёр и сценарист[124].
- Гордиенко, Анатолий Илларионович (79) — белорусский учёный в области технологии материалов, директор Физико-технического института НАН Беларуси (с 2002), академик НАН Беларуси (2003), доктор технических наук, лауреат Государственной премии БССР в области науки и техники[125].
- Ефремов, Эрнест Иванович (86) — советский и украинский учёный-горняк, член-корреспондент АН УССР / АН Украины / НАН Украины (1985)[126].
- Козырев, Владимир Николаевич (84) — советский и российский психиатр, главный врач больницы Кащенко (1987—2010), заслуженный врач Российской Федерации[127].
- Кузнецова, Нина Петровна (94) — советский и российский дерматолог, заслуженный врач Российской Федерации[128].
- Николаев, Анатолий Витальевич (81) — советский и российский топографоанатом, член-корреспондент РАМН (2007—2014), член-корреспондент РАН (2014)[129].
- Петерсен, Роберт[дат.] (93) — датский эскимолог, диалектолог и антрополог, ректор Гренландского университета (1989—1995)[130].
- Пешкова, Майя Лазаревна (75) — российская журналистка, литературный критик, обозреватель радиостанции «Эхо Москвы»[131].
- Праделла, Массимо[нем.] (96) — итальянский дирижёр, бессменный дирижёр Radiotelevisione Italiana (1959—1990)[132].
- Рабинович, Леонид Михайлович (87) — советский и российский экономист, доктор экономических наук, заслуженный деятель науки РФ, почётный профессор Казанского инновационного университета им. Тимирясова[133].
- Рогожкин, Александр Владимирович (72) — советский и российский кинорежиссёр, сценарист, художник-декоратор, искусствовед, народный артист Российской Федерации (2004)[134].
- Садаева, Вероника Алексеевна (82) — советская и российская актриса, артистка Национального театра Удмуртии (1961—1963 и с 1971), народная артистка РСФСР (1988)[135].
- Туркка, Сиркка[фин.] (82) — финская поэтесса, лауреат премии «Финляндия» (1986) и премии Эйно Лейно (2000)[136].
- Шеврин, Лев Наумович (86) — советский и российский математик, заслуженный деятель науки Российской Федерации (1993)[137].
- Штейнбрик, Бруно Яковлевич (89) — советский деятель спецслужб, начальник Главного управления уголовного розыска МВД СССР (1984—1986), министр внутренних дел Латвийской ССР (1986—1990), генерал-лейтенант (1988)[138].
- Штонь, Григорий Максимович (80) — украинский писатель, поэт, сценарист, литературовед[139].
- Эрмасси, Абдельбаки[фр.] (83) — тунисский государственный деятель, министр иностранных дел Туниса (2004—2005)[140].

## 22 октября

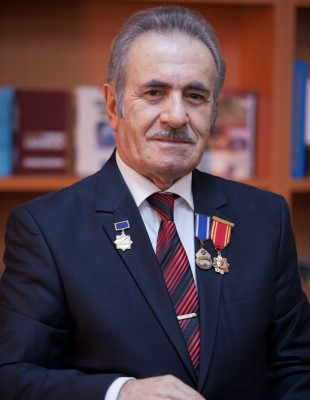
Джанали Акперов

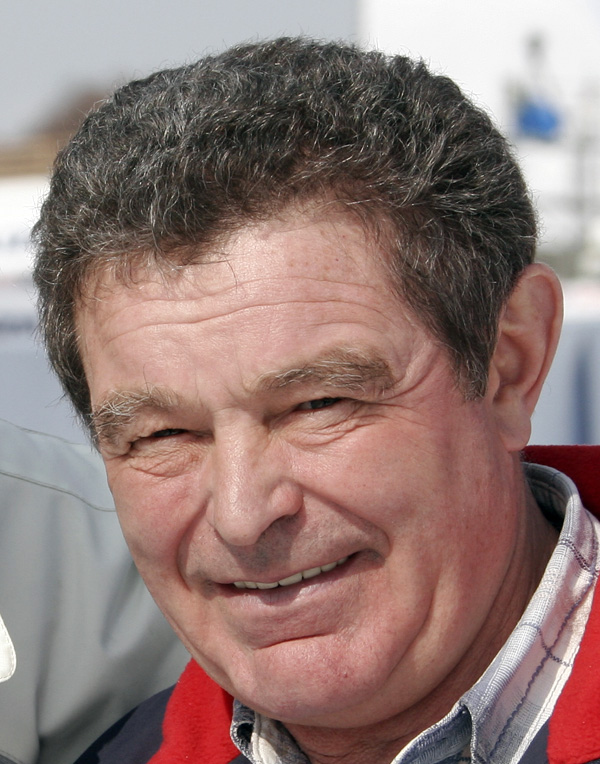
Вячеслав Веденин

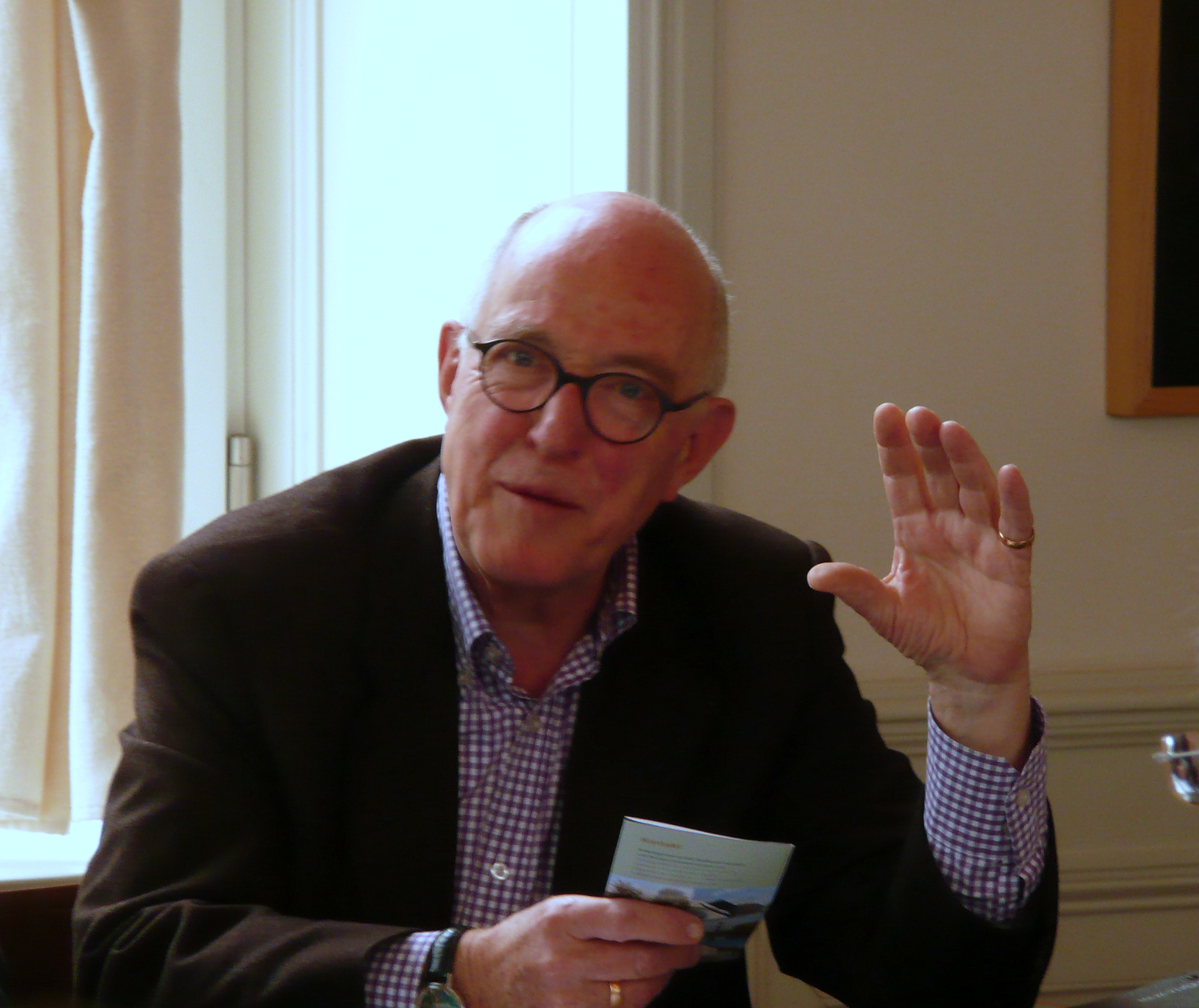
Клаус Гальвиц

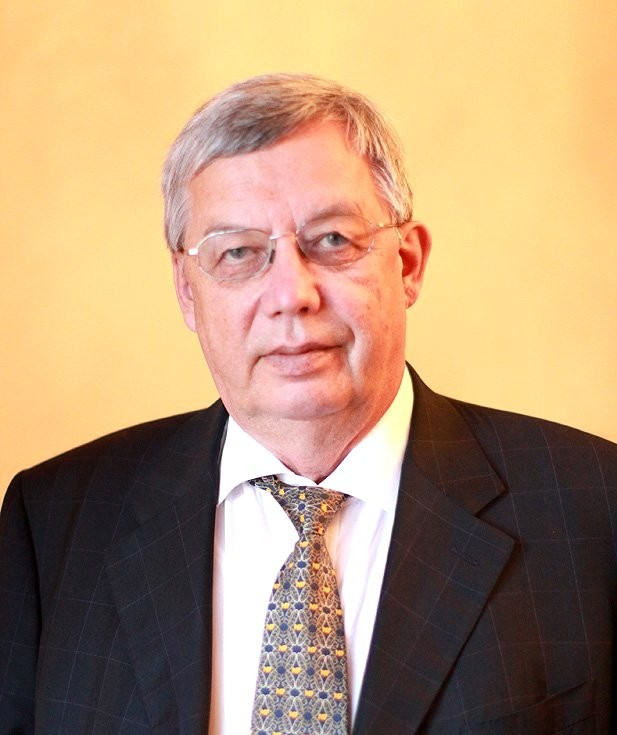
Валентин Гапонцев

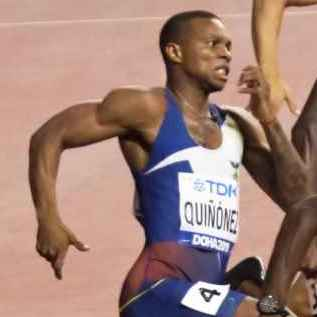
Алекс Киньонес

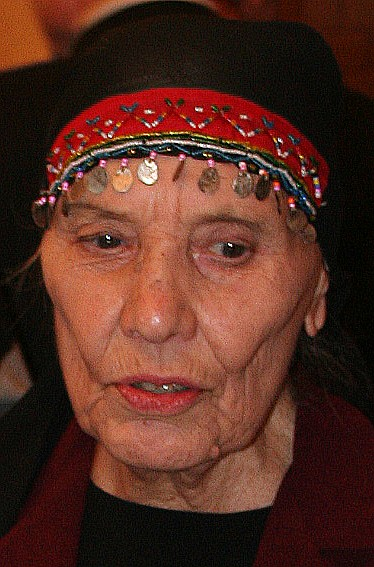
Вера Кузьмина

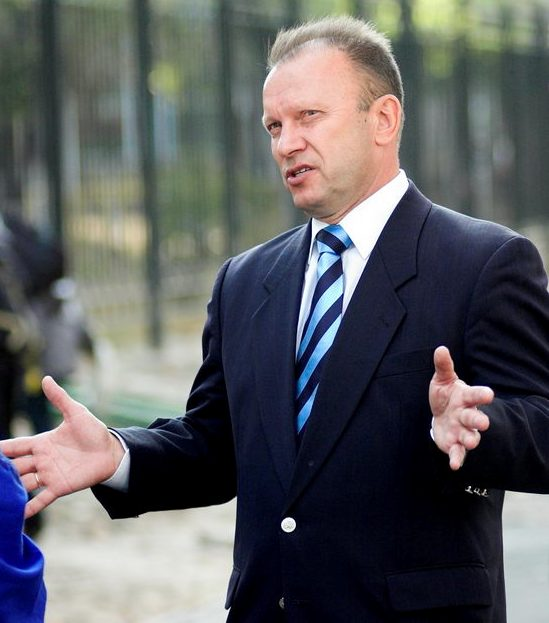
Сергей Морозов

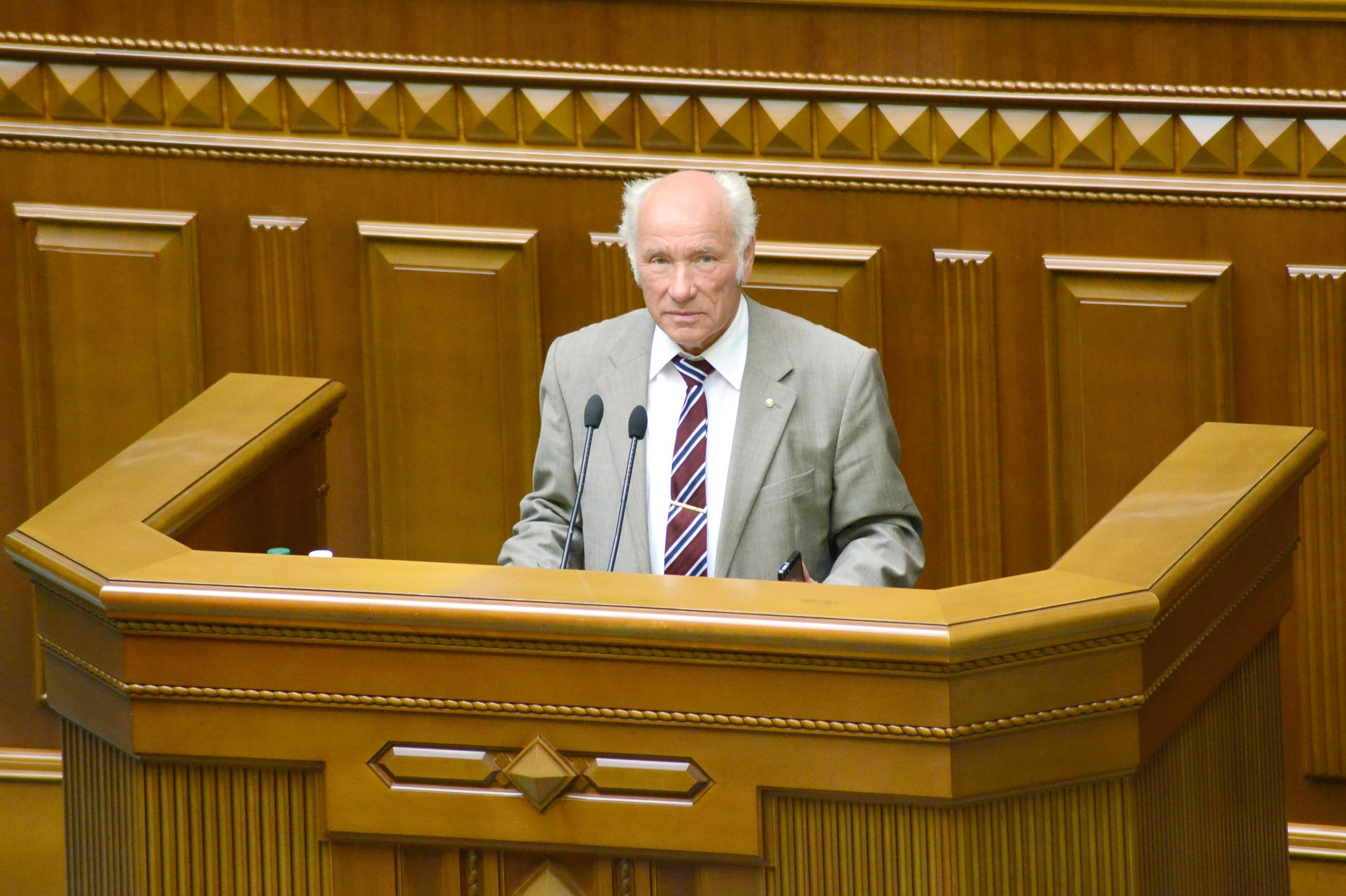
Владимир Павлов

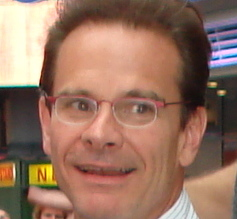
Питер Сколари

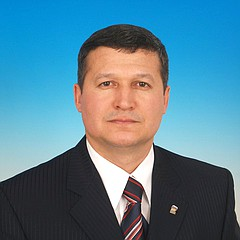
Иршат Фахритдинов

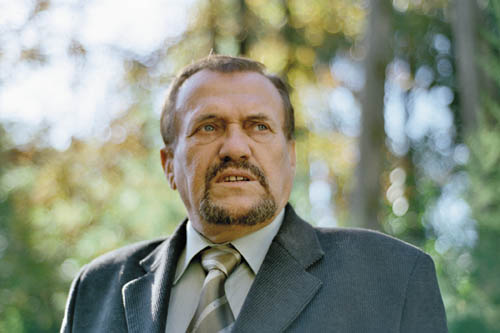
Рышард Филипский

- Акперов, Джанали Ханали оглы (81) — советский и азербайджанский ханенде, народный артист Азербайджана (1992), профессор (2008)[141].
- Бермудес, Лия[исп.] (91) — венесуэльский скульптор, лауреат Национальной премии изобразительного искусства Венесуэлы[исп.] (2006)[142].
- Веденин, Вячеслав Петрович (80) — советский лыжник, двукратный олимпийский чемпион (1972), заслуженный мастер спорта СССР (1970)[143].
- Венцель, Вера?! (75) — венгерская актриса, лауреат премии имени Мари Ясаи (1975), лауреат премии Венгерской киноакадемии за пожизненные достижения[венг.] (2019)[144].
- Гальвиц, Клаус (91) — немецкий историк искусства и куратор[145].
- Гапонцев, Валентин Павлович (82) — российский и американский физик и бизнесмен, специалист в области лазерной физики, кандидат физико-математических наук, лауреат Государственной премии Российской Федерации (2010)[146].
- Киньонес, Алекс (32) — эквадорский спринтер, бронзовый призёр чемпионата мира в Дохе (2019), победитель Панамериканских игр в Лиме (2019); убийство[147].
- Красина, Ольга Михайловна (80) — советская актриса театра, кино и дубляжа[148].
- Кузьмина, Вера Кузьминична (97) — советская и российская театральная актриса, народная артистка СССР (1980)[149].
- Мадл, Далма[венг.][значимость?] (88) — первая леди Венгрии (2000—2005), вдова президента Ференца Мадла[150].
- Макарим, Набиэль[яв.] (75) — индонезийский государственный деятель, министр окружающей среды (2001—2004)[151].
- Минц, Михаил Вениаминович (82) — советский и российский геолог, доктор геолого-минералогических наук, главный научный сотрудник Геологического института РАН[152].
- Морозов, Сергей Юрьевич (71) — советский и украинский футболист и тренер, мастер спорта СССР, заслуженный тренер Украины, заслуженный работник физической культуры и спорта Украины[153].
- Павлов, Владимир Алексеевич (80) — украинский врач, доктор медицинских наук (1993), профессор, заслуженный врач Украины[154].
- Сколари, Питер (66) — американский актёр[155].
- Станкевич, Юрий Васильевич[бел.] (Харитонович, Георгий) (71) — советский и белорусский писатель[156].
- Фахритдинов, Иршат Юнирович (56) — российский политический деятель, депутат Государственной Думы (2007—2016)[157].
- Филипский, Рышард (87) — польский актёр и режиссёр театра и кино[158].
- Циммерман, Удо[англ.] (78) — немецкий композитор, музыковед, оперный режиссёр и дирижёр, режиссёр Лейпцигской оперы и Немецкой оперы[159].

## 21 октября

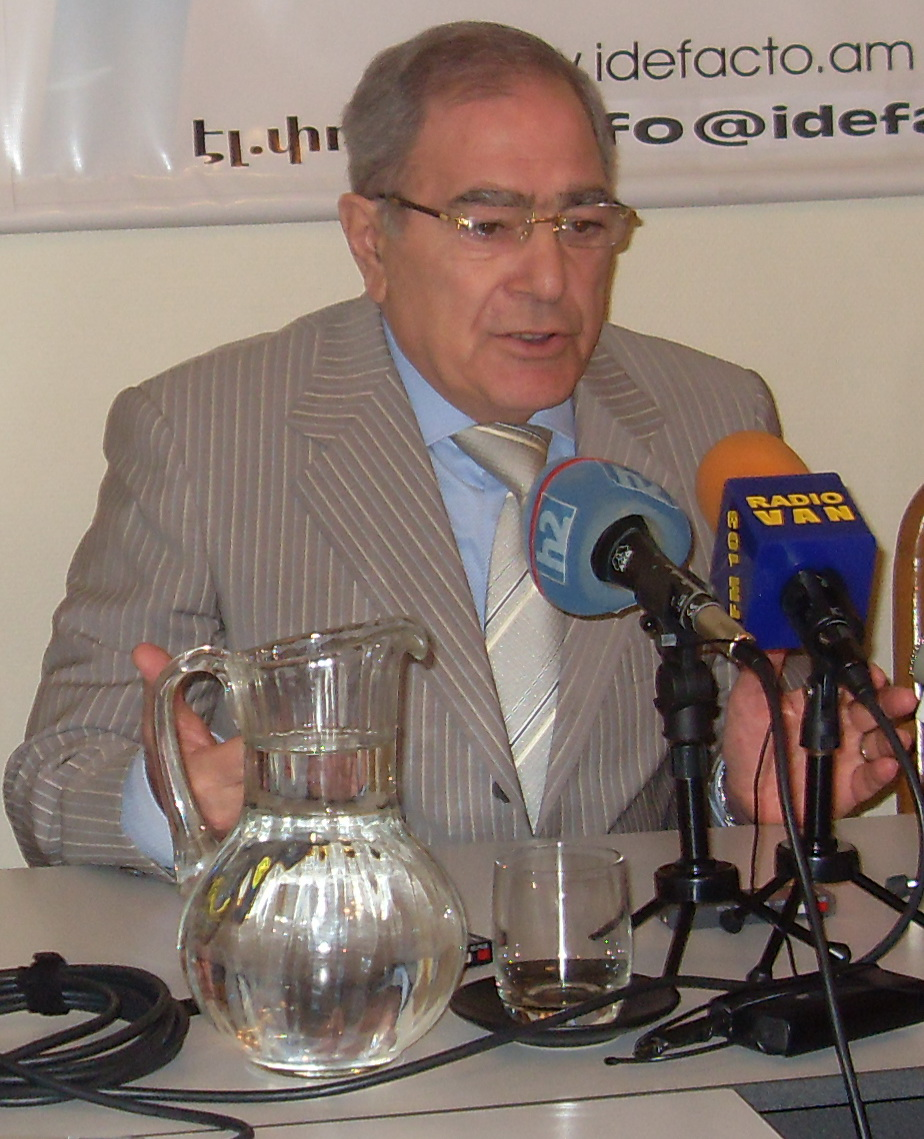
Тигран Карапетян

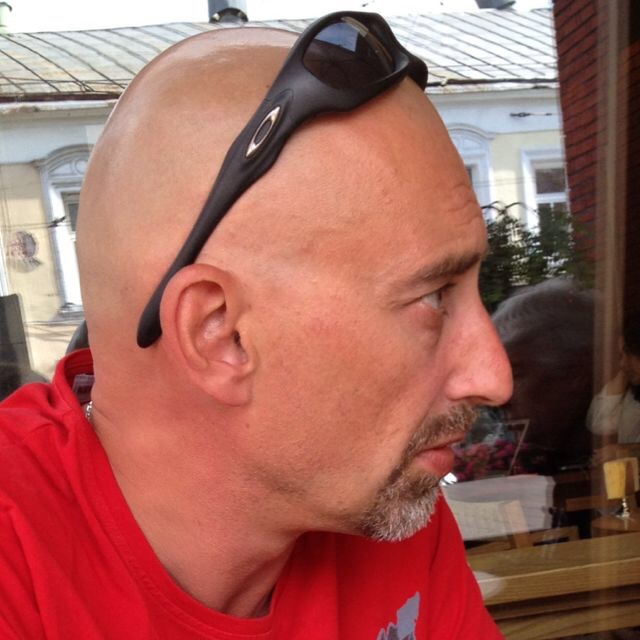
Пётр Хазизов

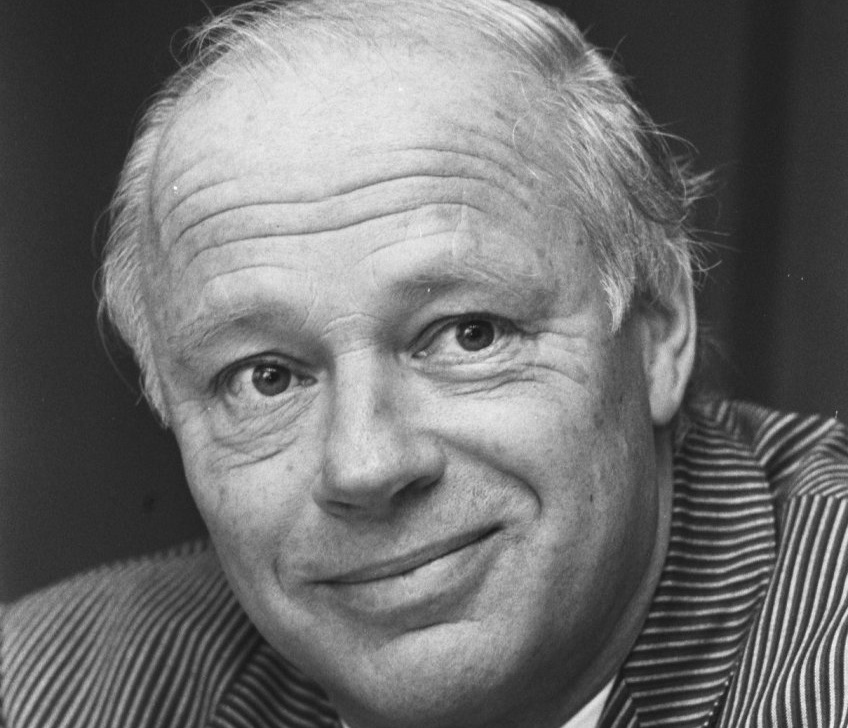
Брнард Хайтинк

Георгий Шевцов

- Верден, Жан (90) — французский писатель[160].
- Генри, Марта (83) — канадская актриса, лауреат премии генерал-губернатора и компаньон ордена Канады[161].
- Герман, Иштван[англ.] (74) — венгерский политический деятель, депутат парламента Венгрии[162].
- Гурий (Джорджу) (52) — иерарх Румынской православной церкви, епископ Девский и Хунедоарский (с 2009)[163].
- Денисенко, Владимир Андреевич[укр.] (88) — украинский балетмейстер, народный артист Украины (2017)[164].
- Кано, Митихико[яп.] (79) — японский государственный деятель, министр сельского хозяйства, лесных угодий и рыбного промысла Японии (1989—1990, 2010—2012)[165]
- Карапетян, Тигран Карапетович (76) — армянский общественный деятель и оппозиционный политик, лидер Народной партии[166].
- Кароль, Игорь Леонидович (94) — советский и российский климатолог, доктор физико-математических наук, профессор, сотрудник ГГО, заслуженный деятель науки Российской Федерации (1997)[167].
- Ким, Владимир Васильевич (89) — советский и российский учёный в области теории научного познания, заслуженный деятель науки Российской Федерации (1998)[168].
- Криницын, Сергей Анатольевич (65) — советский и российский музыкант («Автограф»)[169].
- Муминов, Хикмат Халимович (55) — таджикистанский физик, академик НАН Таджикистана (2017)[170].
- Панин, Анатолий Николаевич (71) — советский и узбекский хозяйственный деятель, Герой Узбекистана (1995)[171].
- Хазизов, Пётр Юрьевич (56) — российский кинорежиссёр, сценарист, монтажёр и продюсер[172].
- Хайтинк, Бернард (92) — нидерландский дирижёр и скрипач[173].
- Ханафи, Хасан[англ.] (86) — египетский философ, профессор Каирского университета[174].
- Хатчинс, Галина (42) — американский кинооператор и журналистка-расследователь; несчастный случай[175].
- Хлопонин, Пётр Андреевич (74) — советский и российский гистолог, доктор медицинских наук (1989), профессор (1991)[176].
- Шевцов, Георгий Семёнович (96) — советский и российский математик-методист[177].
- Юадаров, Климентий Германович (74) — российский языковед и историк, исследователь горномарийского языка и истории Горномарийского края[178].
- Einár (19) — шведский рэпер; убийство[179].

## 20 октября

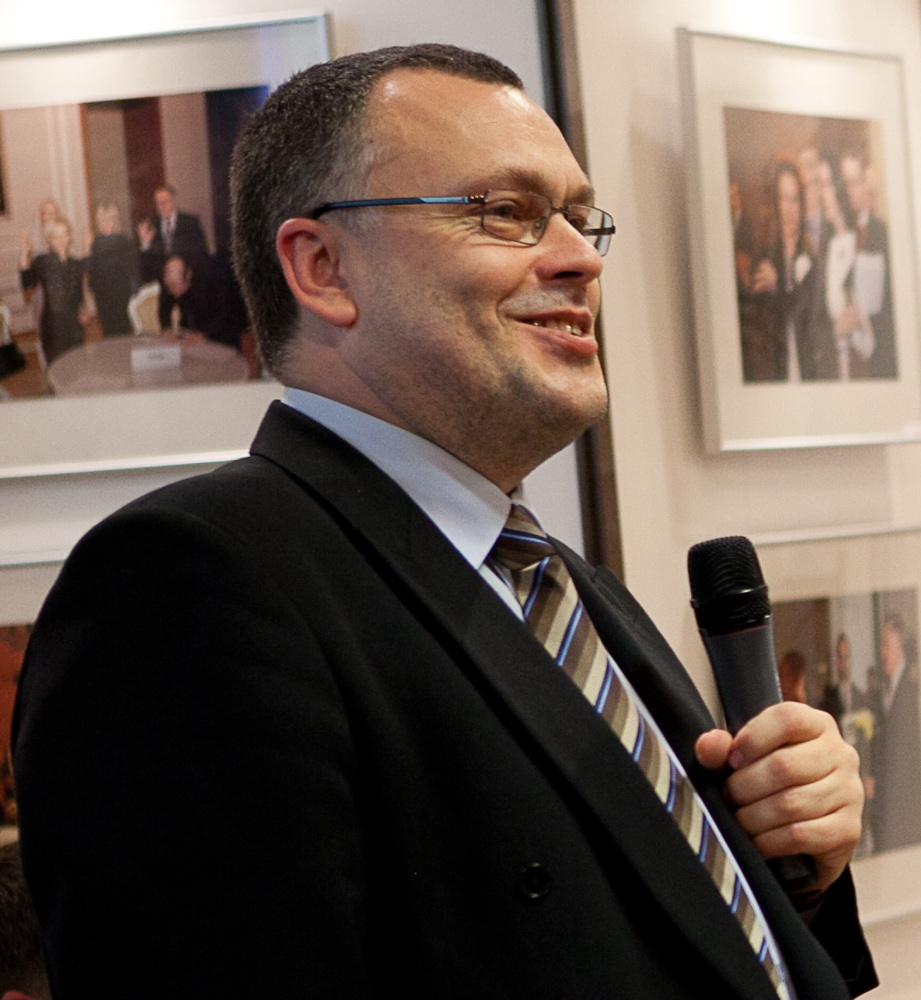
Арнис Цимдарс

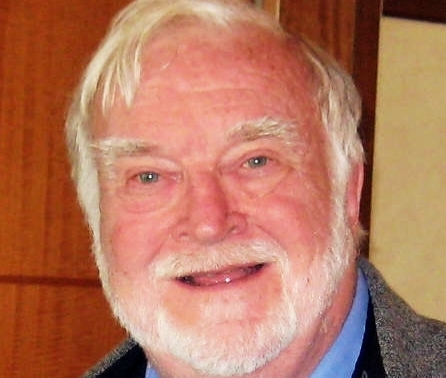
Михай Чиксентмихайи

- Алексеев, Андрей Николаевич (59) — советский и российский каратист и тренер по каратэ, чемпион СССР[180].
- Бухарметов, Радик Мазгарович (63) — глава администрации Салавата (2009—2011)[181].
- Галаванова, Людмила Графовна (84) — советская актриса, заслуженная артистка Грузинской ССР, народная артистка Южной Осетии[182]
- Евграфов, Виктор Иванович (73) — советский и российский актёр театра и кино, каскадёр и театральный педагог, заслуженный артист Российской Федерации (1994)[183].
- Казнин, Дмитрий Юрьевич (47) — российский журналист, радио- и телеведущий, художник[184].
- Кругляков, Владимир Сергеевич (95) — советский военно-морской деятель, первый заместитель командующего Северным флотом (1975—1982), вице-адмирал (1973)[185].
- Лобиньш, Вольдемар (83) — советский и латвийский актёр[186].
- Михайлов, Владимир Михайлович (79) — советский и российский композитор и дирижёр, народный артист Российской Федерации (2004)[187].
- Напалков, Валентин Васильевич (80) — советский и российский математик, член-корреспондент РАН (1991; член-корреспондент АН СССР с 1990)[188].
- Пантелич, Драган (69) — югославский футболист, вратарь, игрок национальной сборной, футбольный тренер[189].
- Скрынников, Евгений Семёнович (91) — русский живописец, график, художник книги, поэт[190].
- Хазельбёк, Ханс[англ.] (93) — австрийский органист, композитор, писатель и преподаватель. Победитель международного конкурса органной импровизации в Харлеме[нидерл.] в 1958, 1959 и 1960 годах. Профессор кафедры органа и импровизации Венской музыкальной академии (c 1972). Награждён большой серебряной медалью за заслуги перед Австрийской Республикой (1997)[191].
- Цимдарс, Арнис (59) — латвийский политический деятель, председатель Центральной избирательной комиссии Латвии (1997—2019)[192].
- Цитович, Борис Борисович[бел.] (73) — советский и белорусский художник, основатель музея Первой мировой войны[193].
- Чиксентмихайи, Михай (87) — американский психолог, создатель концепции потока[194].
- Чокаев, Каты Зайндинович (92) — советский и российский языковед[195].
- Чораян, Ованес Григорьевич (83) — советский и российский нейрофизиолог и нейрокибернетик[196].
- Якуб, Сардар Мухаммад[англ.] — пакистанский политик, заместитель спикера Национальной ассамблеи Пакистана (2002—2007)[197].

## 19 октября

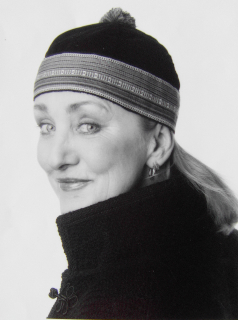
Хьерсти Альвеберг

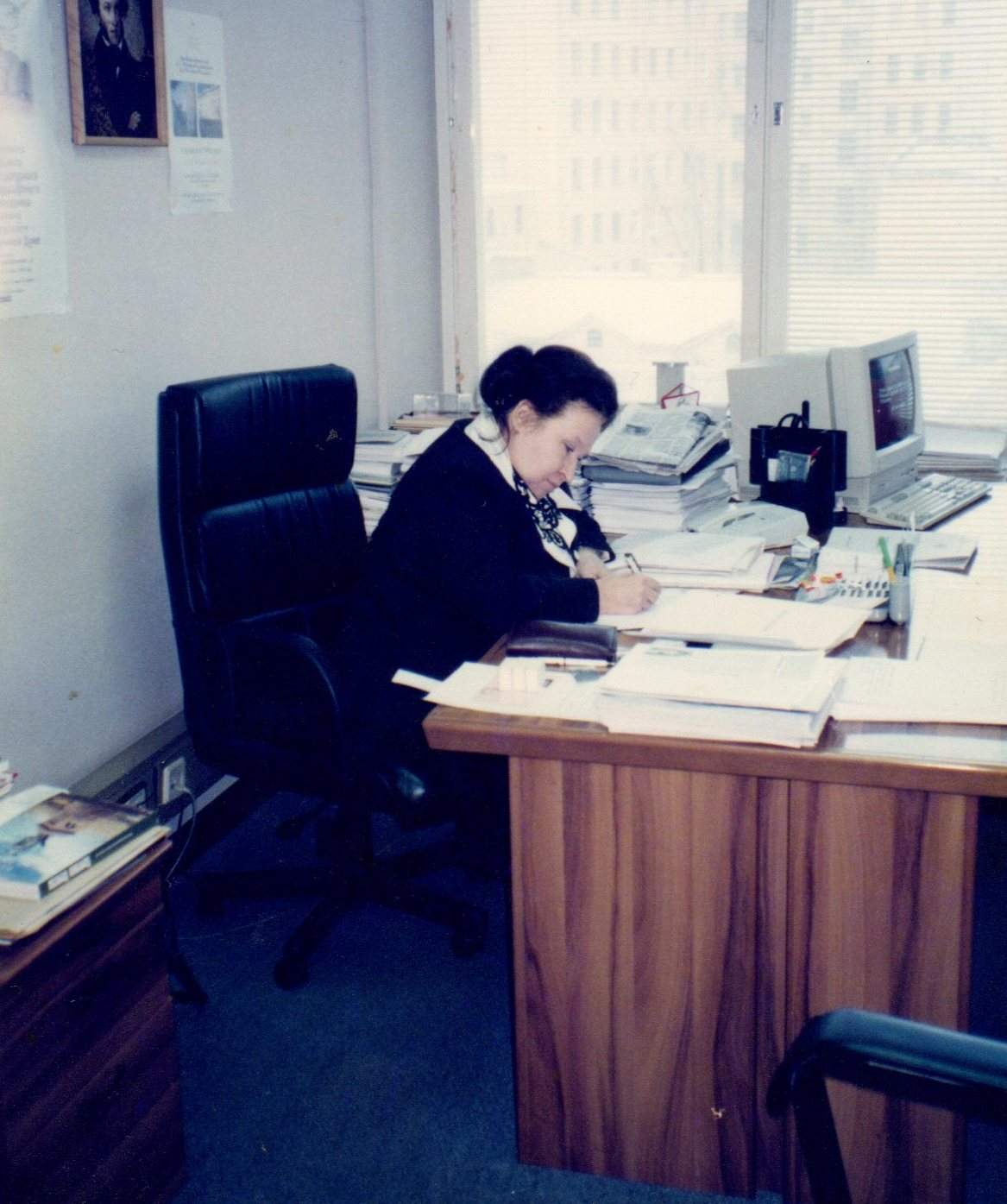
Тамара Гудима

- Альвеберг, Хьерсти (73) — норвежская танцовщица и хореограф[198] (о смерти стало известно в этот день).
- Батманов, Алексей Васильевич (82) — советский партийный, государственный и политический деятель, первый секретарь Коми рескома КПСС (1990—1991)[199].
- Белкезис, Абделуахед[англ.] (82) — марокканский государственный деятель и дипломат, министр иностранных дел (1983—1985), генеральный секретарь Организации исламского сотрудничества (2001—2004)[200].
- Брикасс, Лесли (90) — британский поэт и композитор, обладатель премий «Оскар» (1967, 1982) и «Грэмми» (1963)[201].
- Гончаренко, Андрей Маркович (88) — советский и белорусский физик, академик АН Белорусской ССР / НАН Беларуси (1984)[202].
- Гудима, Тамара Михайловна (85) — советский и российский культуролог и политик, депутат Государственной Думы первого и второго созывов[203].
- Данич, Юрий (71/72) — русско-американский художник[204].
- Доманский, Гануш[словац.][значимость?] (77) — чехословацкий и словацкий композитор и музыкальный деятель[205].
- Зиновьев, Геннадий Михайлович (80) — советский и украинский физик-теоретик, член-корреспондент НАНУ (2012)[206].
- Керкхоффс, Пьер (85) — нидерландский футболист, игрок ПСВ, «Лозанны» и национальной сборной[207].
- Коковин, Василий Александрович (88) — начальник Ленинградского высшего военно-морского инженерного училища (1983—1993), вице-адмирал (1988)[208].
- Краснопевцев, Лев Николаевич (91) — советский диссидент и историк[209].
- Мамула, Бранко (100) — югославский государственный и военный деятель, министр обороны (1982—1988), адмирал[210].
- Мильман, Юлий Викторович (91) — советский и украинский материаловед, член-корреспондент АН УССР / НАНУ (1990), погиб при пожаре[211].
- Пирог, Любомир Антонович (90) — советский и украинский нефролог, член-корреспондент АН Украины / НАН Украины (1991), академик НАМН Украины (1993)[212].
- Протерий (Павлопулос) (75) — епископ Александрийской православной церкви, митрополит Дар-эс-Саламский (2001—2004), митрополит Птолемаидский (2004—2014), митрополит Диоспольский (с 2014 года)[213].
- Энджел, Джек[англ.] (90) — американский актёр, диктор и радиоведущий[214].
- Якубов, Ильдус Давлетович (86) — советский и российский татарский композитор[215].

## 18 октября

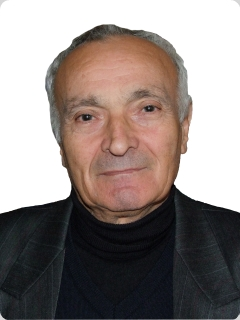
Борис Арутюнов

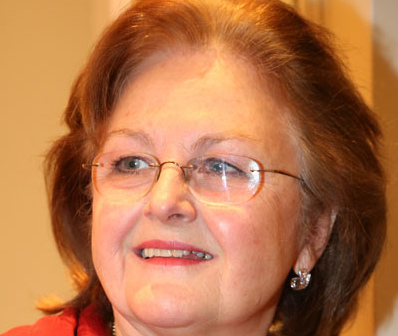
Эдита Груберова

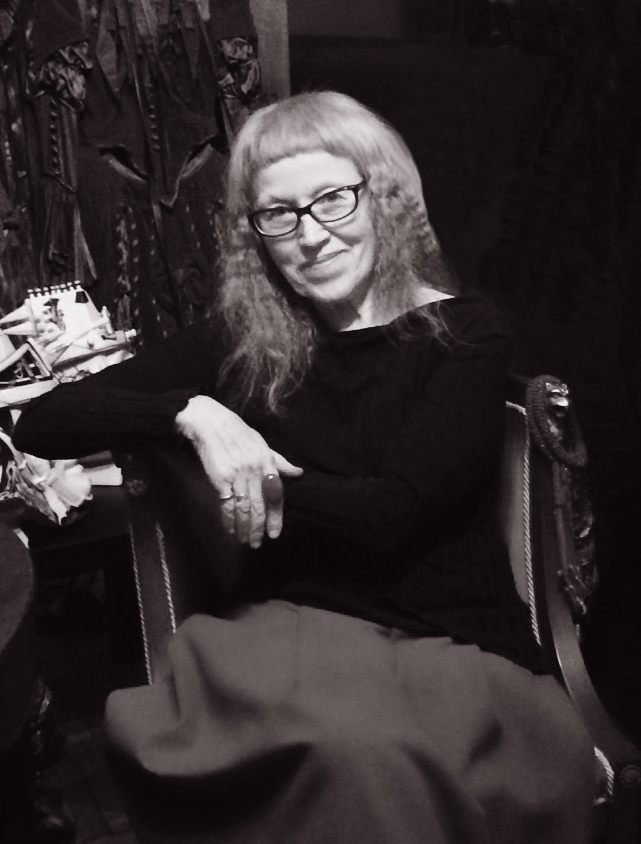
Инна Олевская

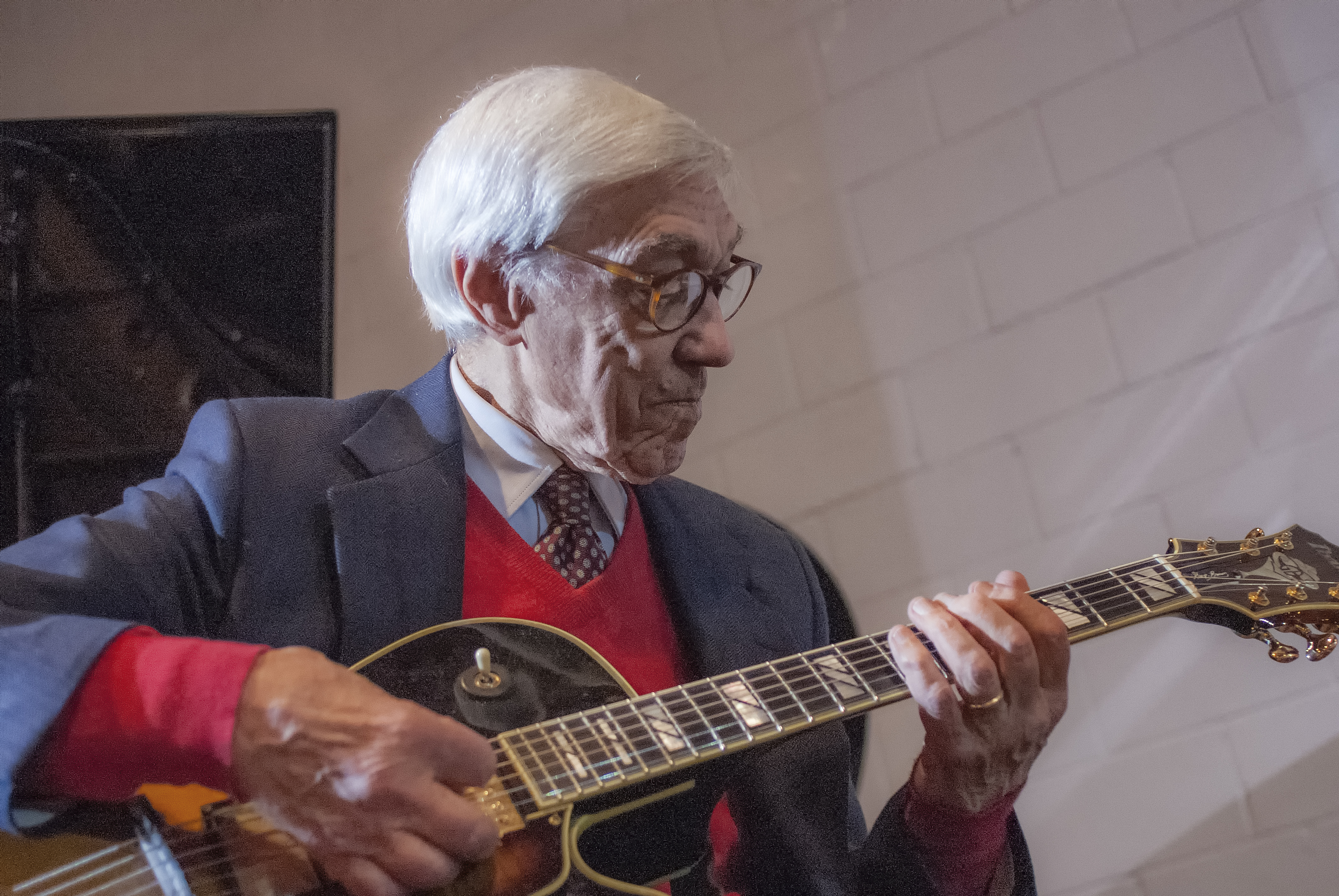
Франко Черри

- Арутюнов, Борис Ашотович (87 или 88) — российский учёный, член Научного совета РАН по химической технологии, доктор технических наук[216].
- Байрактар, Оздемир (71) — турецкий бизнесмен, председатель правления компании Baykar, создатель беспилотных летательных аппаратов[217].
- Бакулин, Юрий Ильич (85) — советский и российский геолог, лауреат Ленинской премии[218].
- Бурименко, Сергей Леонидович (51) — украинский футболист[219].
- Ваинуи, Шон (25) — новозеландский регбист; ДТП[220].
- Галунов, Николай Захарович (69) — украинский деятель науки, профессор, доктор технических наук, лауреат Государственной премии Украины umbh[221].
- Гонта, Мария Евгеньевна (84) — советская и украинская актриса, заслуженная артистка Украинской ССР[222].
- Груберова, Эдита (74) — чехословацкая и словацкая оперная певица[223].
- Кармайкл, Ральф[англ.] (94) — американский композитор, считающийся отцом современной христианской музыки[224]
- Корнаи, Янош (93) — венгерский экономист, автор эффекта мягких бюджетных ограничений, иностранный член РАН (1994)[225].
- Никифоров, Сергей Иванович (95) — ректор Восточно-Сибирского государственного института культуры (1968—1990), профессор, заслуженный работник культуры РСФСР, Республики Тыва и МНР[226].
- Олевская, Инна Соломоновна (81) — советский и российский мастер росписи по фарфору, заслуженный художник Российской Федерации (2006), член-корреспондент РАХ (2011)[227].
- Пальмер, Мигель (78) — мексиканский актёр[228].
- Пауэлл, Колин (84) — американский государственный деятель, Государственный секретарь США (2001—2005)[229].
- Пустоветов, Геннадий Иванович (71) — советский и российский архитектор, доктор архитектуры, профессор, заслуженный работник высшей школы РФ, основатель и первый ректор НГУАДИ[230].
- Светлов, Владимир Григорьевич (86) — российский учёный, специалист по ракетной технике[231].
- Черри, Франко (95) — итальянский гитарист[232].
- Шапиро, Борис Анатольевич (81) — советский кинооператор, заслуженный деятель искусств России (1993)[233].

## 17 октября

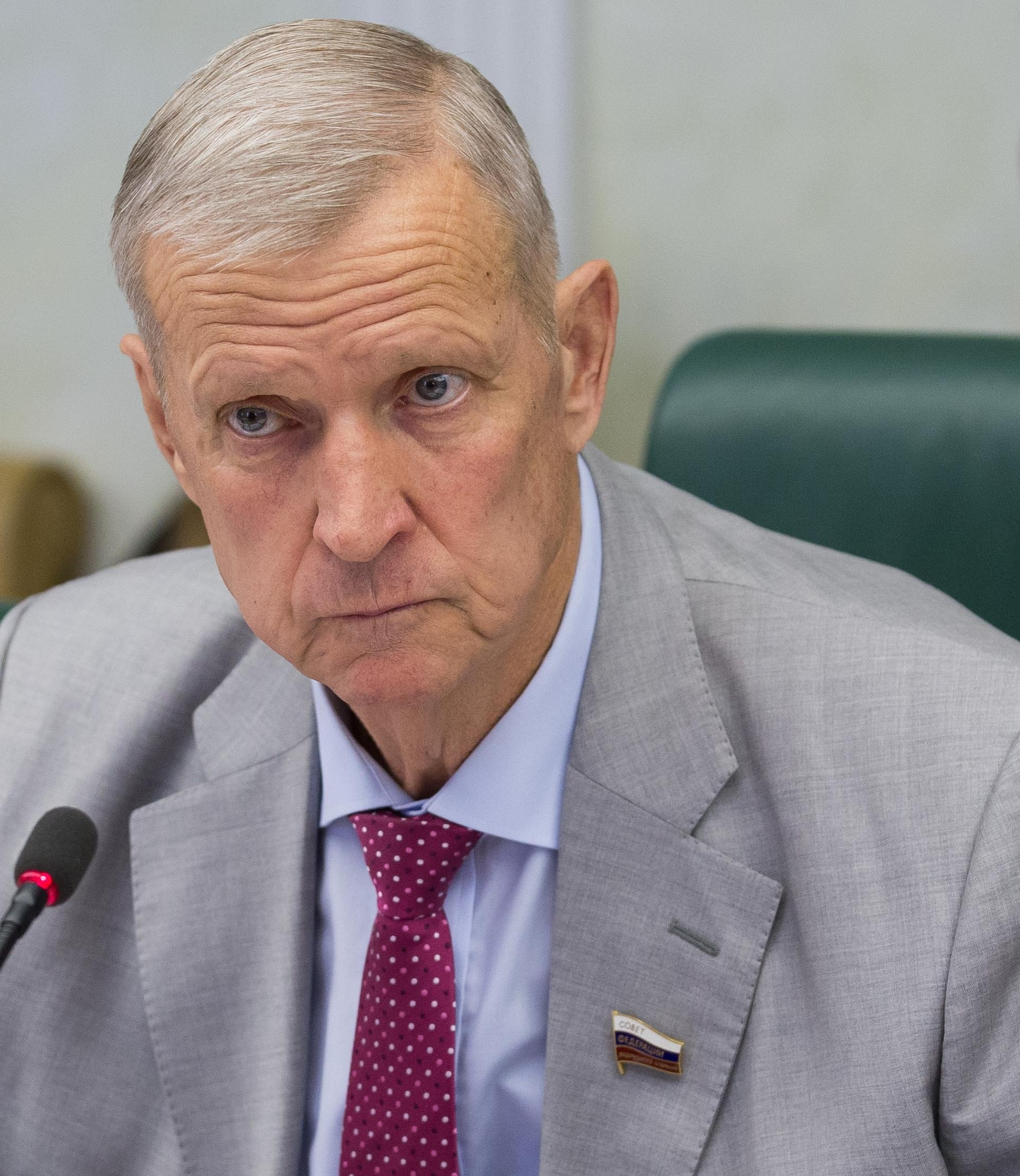
Геннадий Горбунов

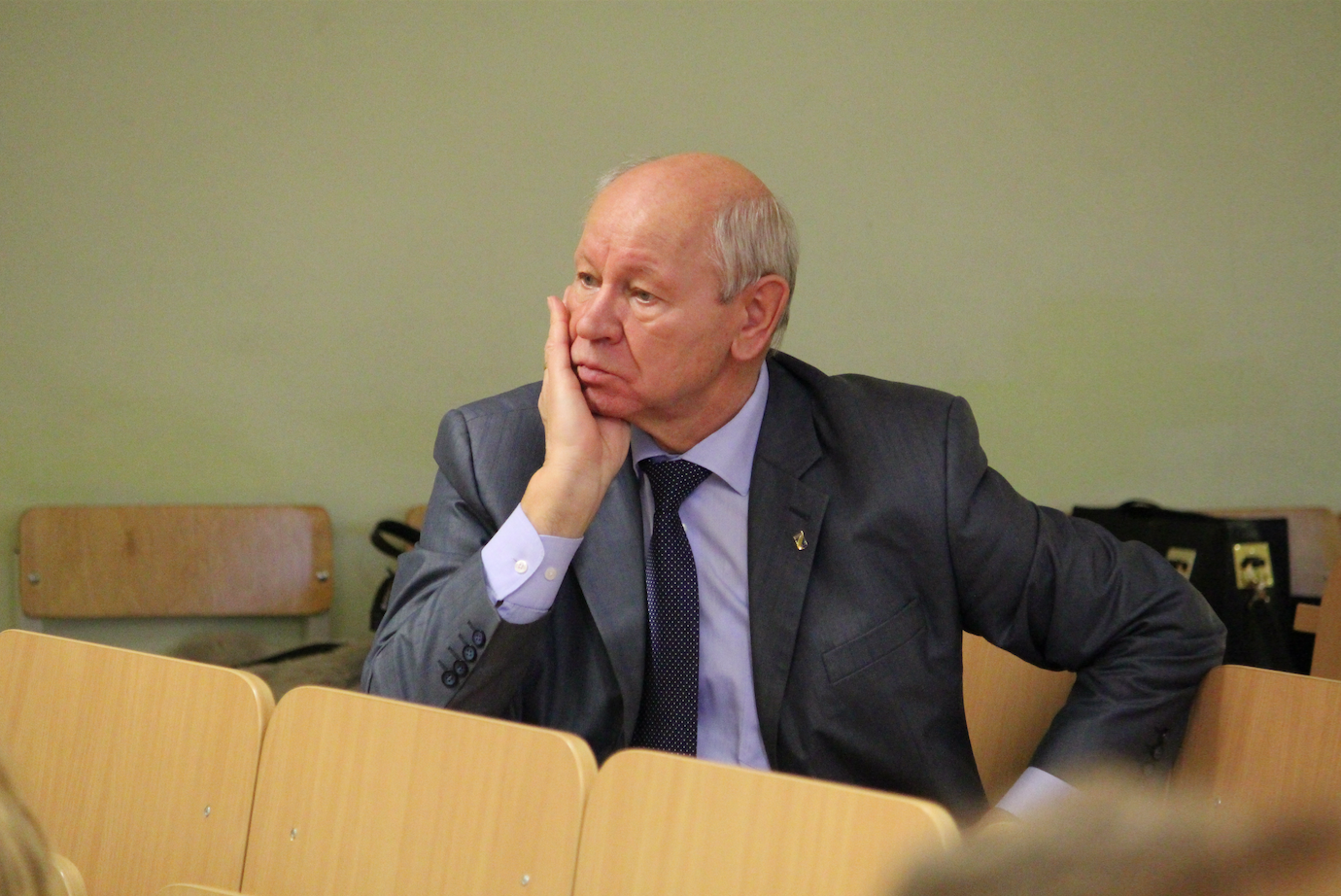
Мечислав Чесновский

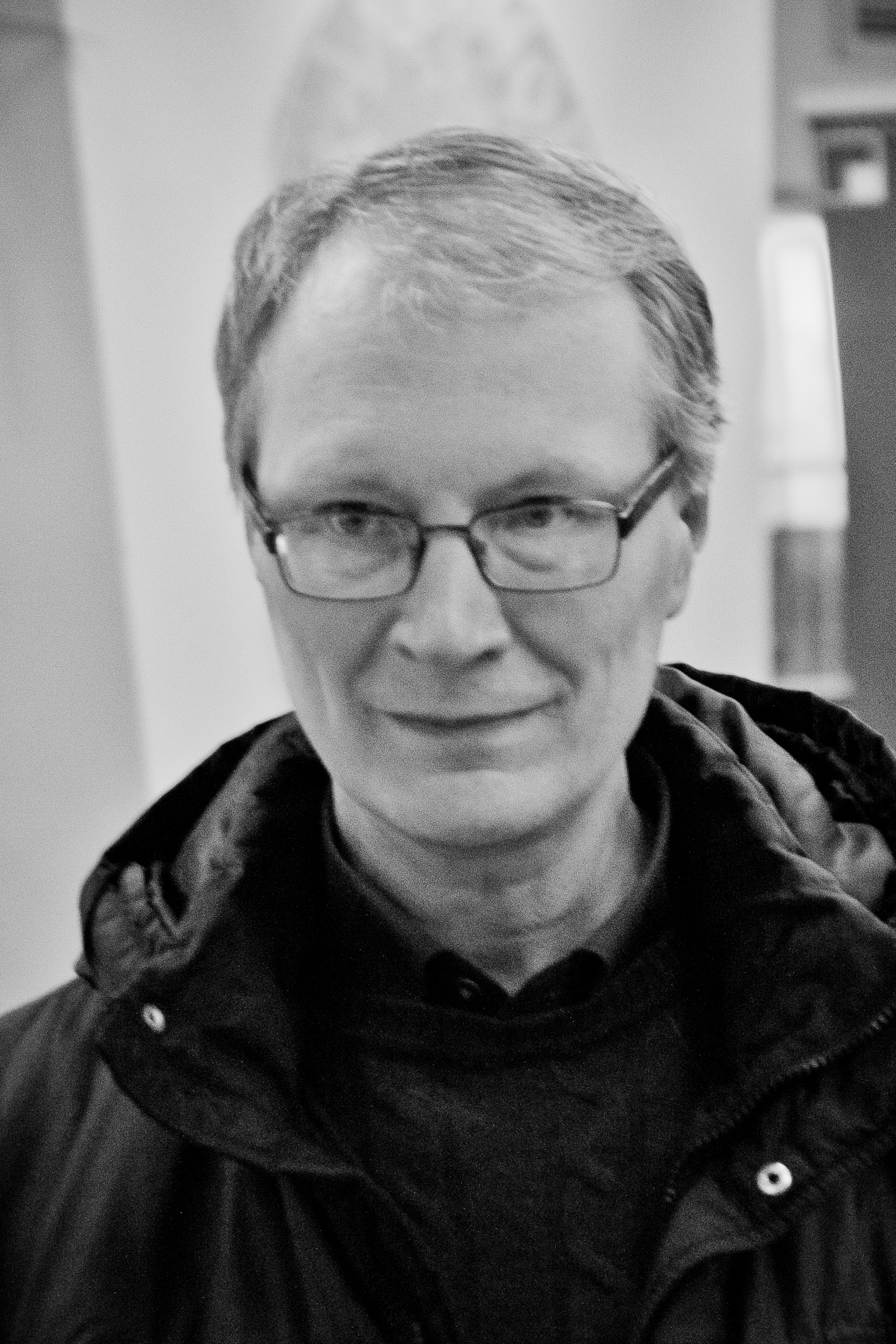
Сергей Щеглов

- Ахмадзай, Ахмад Шах (77) — афганский государственный деятель, премьер-министр Афганистана (1995—1996)[234].
- Ахмадиева, Ганзя Галимовна (84) — советская работница строительного комплекса, маляр, Герой Социалистического Труда (1980)[235].
- Богомильский, Михаил Рафаилович (87) — советский и российский оториноларинголог, член-корреспондент РАМН (1997—2014), член-корреспондент РАН (2014)[236].
- Горбунов, Геннадий Александрович (75) — советский и российский государственный деятель, член Совета Федерации (2001—2016)[237].
- Грачотти, Санте (97) — итальянский лингвист-славист, историк славянской литературы, иностранный член НАНУ (1992)[238].
- Грузинцева, Нина Александровна (87) — советская гребчиха-байдарочница, чемпионка мира (1958), трёхкратная чемпионка Европы, заслуженный мастер спорта СССР (1962)[239].
- Кисляков, Александр Григорьевич (73) — советский и российский государственный деятель, мэр Орла (1991—1997)[240].
- Ливингстон, Дэвид Морс (80) — американский онколог, член Национальной академии наук США (1995)[241].
- Фильшин, Геннадий Иннокентьевич (90) — советский и российский государственный деятель, заместитель председателя Совета Министров РСФСР — председатель Государственного комитета РСФСР по экономике (1990—1991)[242].
- Чесновский, Мечислав Эдвардович (73) — белорусский историк, дипломат, ректор Брестского государственного университета им. А. С. Пушкина (2002—2014)[243].
- Щеглов, Сергей Игоревич (56) — русский писатель-фантаст[244].
- Ярема, Иван Васильевич (83) — советский и российский лимфолог, декан лечебного факультета МГМСУ (2000—2015), член-корреспондент РАМН (2002), член-корреспондент РАН (2014)[245].

## 16 октября

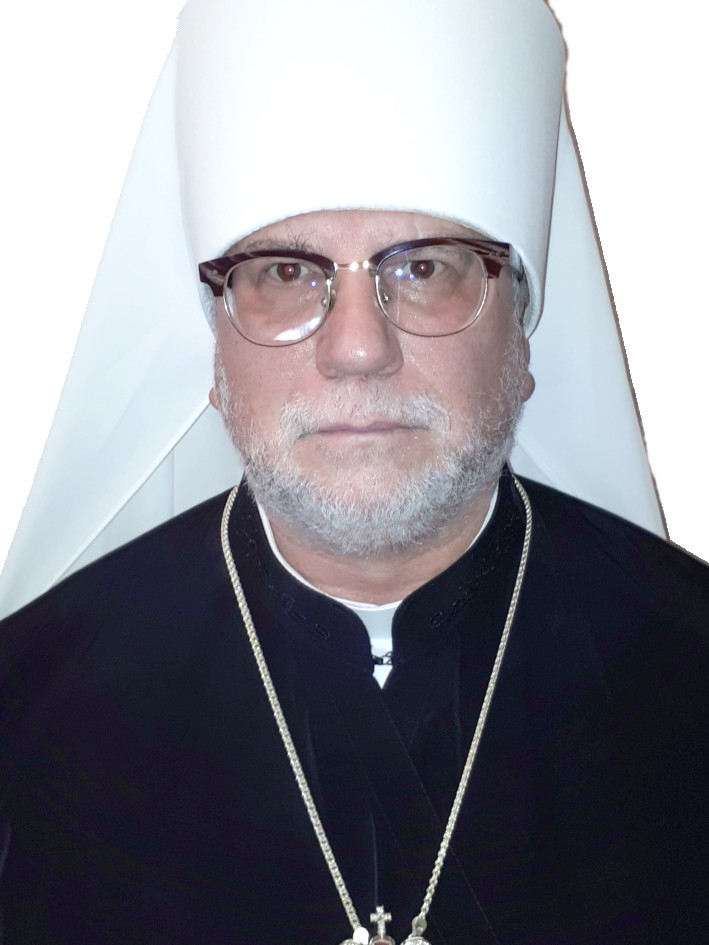
Алексий (Лобазов)

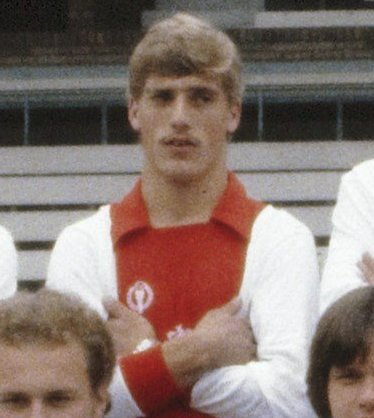
Пит Вейнберг

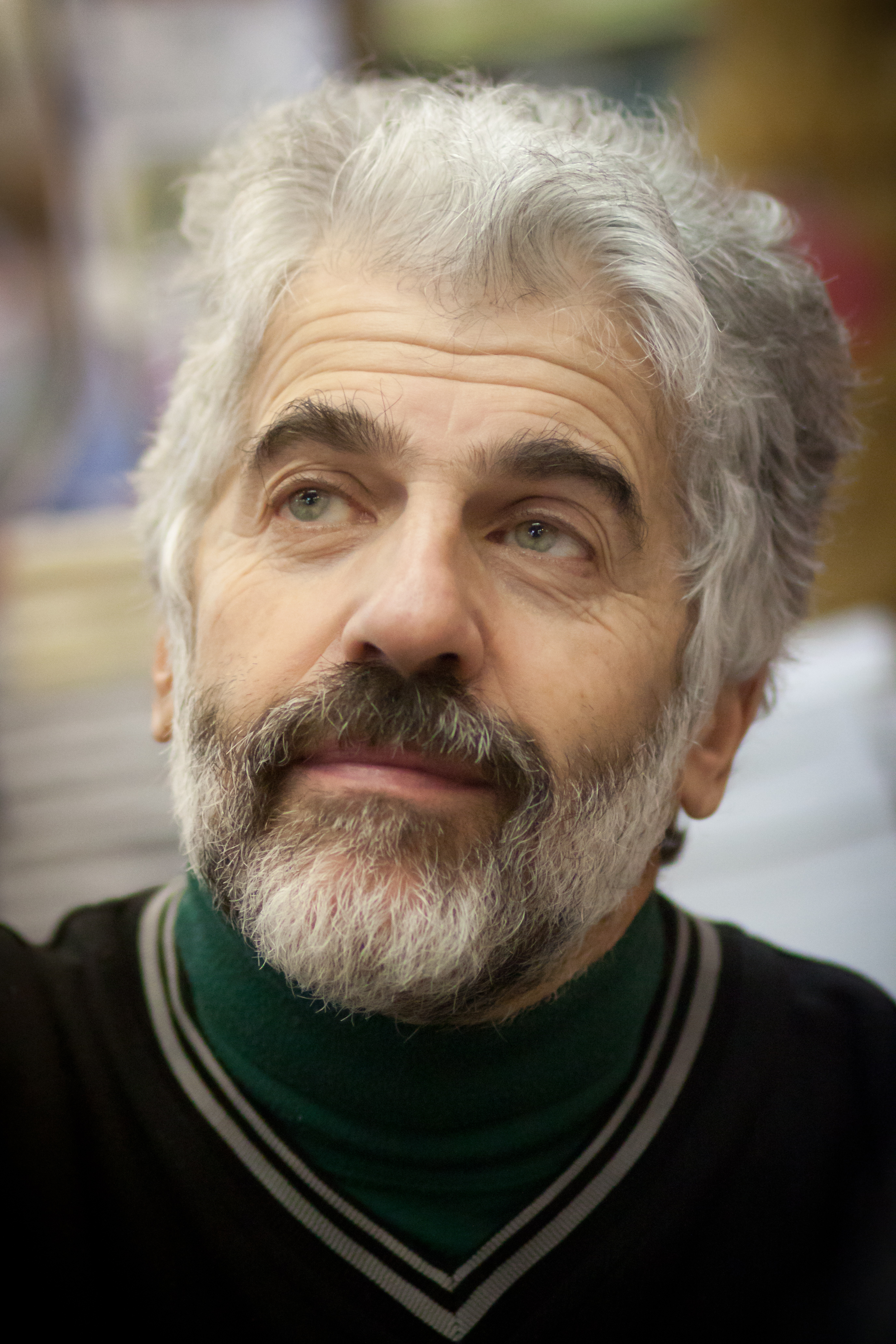
Валерий Краснопольский

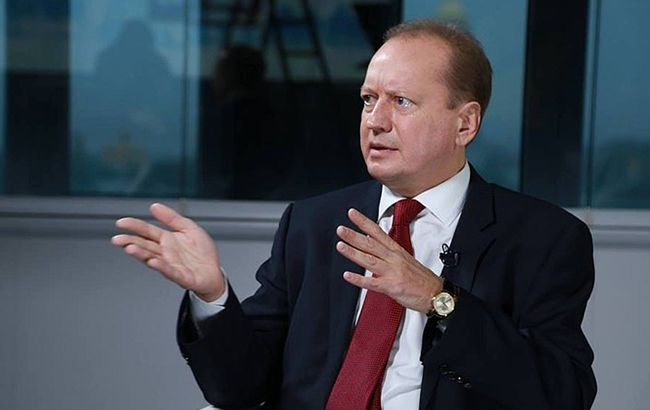
Виктор Крыжановский

- Абылкасымова, Майрамкан (84) — киргизская поэтесса, народный поэт Киргизской ССР (1980)[246].
- Алексий (Лобазов) (60) — епископ Российской православной кафолической (истинно-православной «катакомбной») церкви, архиепископ Владимирский и Суздальский (1995—2001)[247].
- Буавен, Лео (89) — канадский хоккеист, игрок НХЛ (1951—1970): («Торонто Мейпл Лифс», «Бостон Брюинз», «Детройт Ред Уингз», «Питтсбург Пингвинз», «Миннесота Норт Старз»)[248].
- Вейнберг, Пит (63) — нидерландский футболист, защитник (о смерти объявлено в этот день)[249].
- Гаджиев, Камалудин Серажудинович (81) — советский и российский историк и политолог, доктор исторических наук, профессор ИМЭМО РАН[250].
- Гордовенко, Михаил Васильевич (81) — советский и украинский шахтёр, Герой Украины (1999)[251][252].
- Емельянов, Игорь Викторович (86) — российский авиаконструктор, заслуженный изобретатель РСФСР[253].
- Касальс, Фелипе[исп.] (84) — мексиканский кинорежиссёр, сценарист и продюсер, лауреат национальных и международных призов[254].
- Кинелл, Джордж (83) — шотландский футболист[255].
- Краснопольский, Валерий Липович (73) — русский поэт, писатель, переводчик[256].
- Крыжановский, Виктор Владимирович (59) — украинский дипломат, Чрезвычайный и Полномочный посол Украины (о смерти объявлено в этот день)[257].
- Бетти Линн[англ.] (95) — американская актриса[258][259].
- Оно, Хироси[яп.] (64) — японский художник и дизайнер, лауреат Гран-при Japan Animation Award[яп.] (1989) и Tokyo Anime Award (2013)[260].
- Перилли, Акилле (94) — итальянский художник и скульптор[261].
- Хоукшоу, Алан (84) — британский композитор и музыкант[262][263][264].
- Чайка, Владимир Борисович (66) — российский художник-дизайнер[265][266].
- Янаки, Сергей Георгиевич (69) — российский башкирский поэт, переводчик и бард[267].

## 15 октября

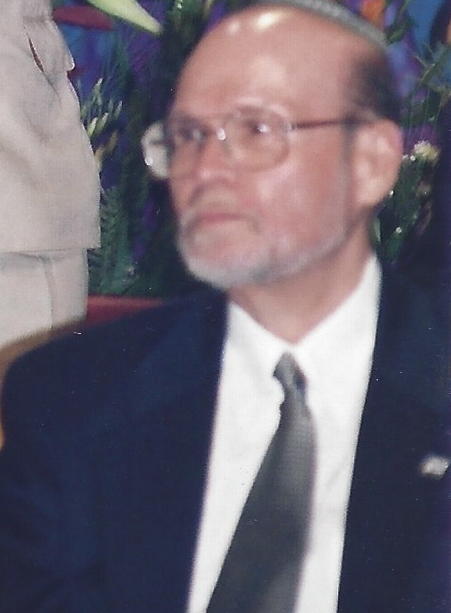
Йосеф Бар-Йосеф

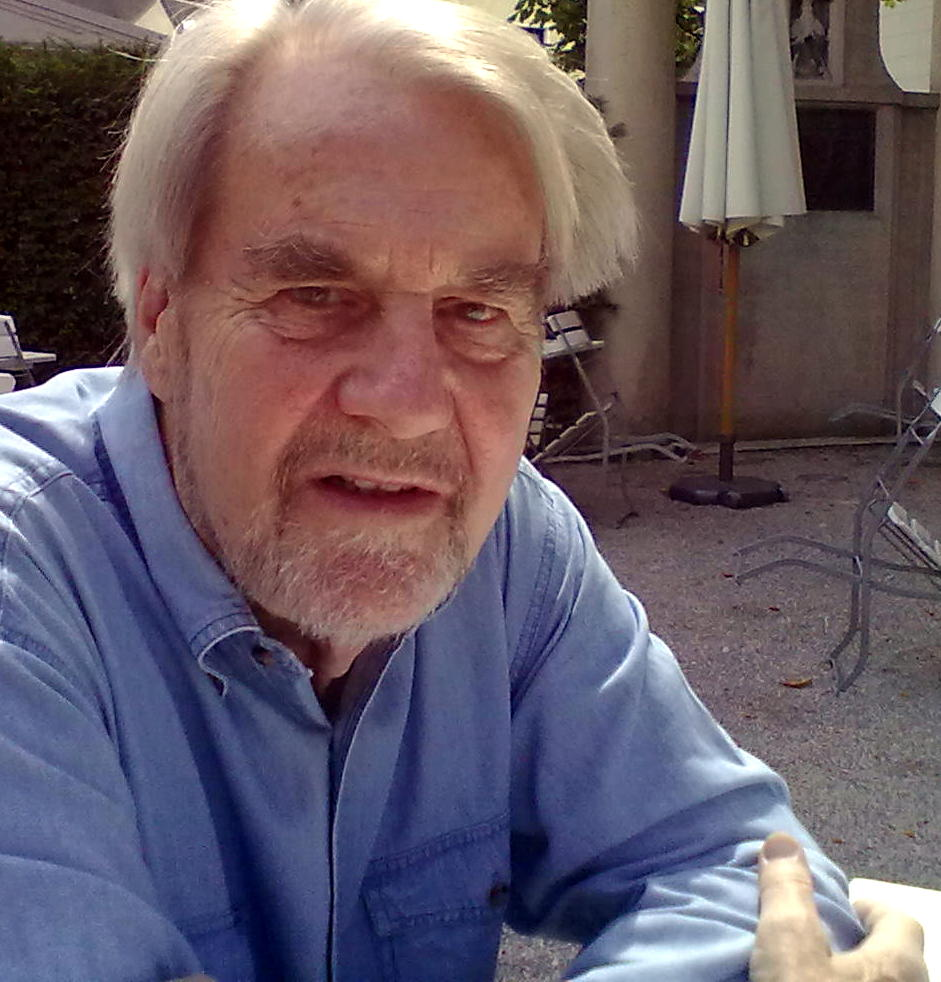
Герд Руге

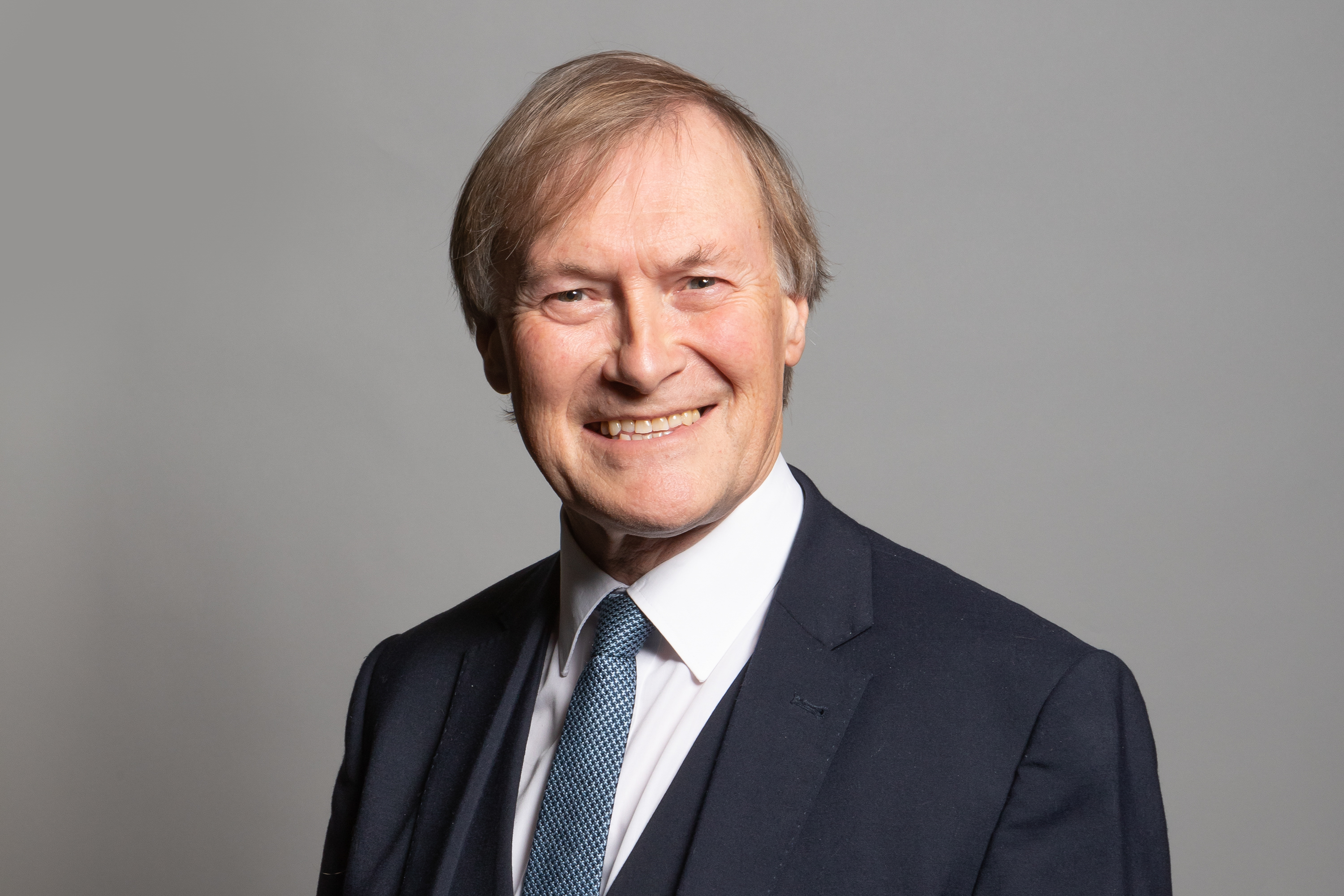
Дэвид Эймисс

- Бар-Йосеф, Йосеф (88) — израильский писатель и драматург, лауреат Премии Израиля (2003)[268].
- Королёв, Владимир Николаевич (57) — советский и российский футболист, российский футбольный тренер[269].
- Котляр, Николай Фёдорович (89) — советский и украинский историк, член-корреспондент НАНУ (1995)[270].
- Лопес Остин, Альфредо[исп.] (84) — мексиканский историк, специалист по истории доколумбовой Америки, лауреат Национальной премии в области науки и искусства (2020)[271]
- Мурдахаев, Борис Рошелевич (84) — советский и российский актёр и режиссёр, артист театра «Ромэн» (с 1960), народный артист РСФСР (1991)[272].
- Оливейра, Мигел ди[порт.] (74) — бразильский боксёр, чемпион мира по боксу в первом среднем весе по версии WBC (1975)[273].
- Проуза Отто[венг.] (88) — венгерский волейболист, участник Олимпийских игр 1964 года в Токио, бронзовый призёр чемпионата Европы (1963)[274].
- Радин, Виктор Сергеевич (81) — советский волейболист, советский и российский волейбольный тренер, заслуженный тренер СССР (1986)[275].
- Руге, Герд (93) — немецкий журналист[276].
- Сирадегян, Вано Смбатович (74) — армянский государственный и общественный деятель, писатель; министр внутренних дел (1992—1996), мэр Еревана (1996—1998)[277].
- Сонгсаенг, Порносак[англ.] (60) — тайский певец[278].
- Эймисс, Дэвид (69) — британский политик, член парламента от Консервативной партии (с 1983); убийство[279].
- Якуш, Михаил Михайлович (74) — советский и российский партийный и государственный деятель, депутат Государственной Думы второго созыва[280].

## 14 октября

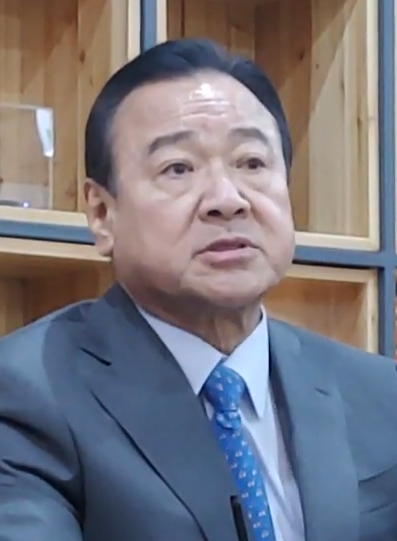
Ли Вангу

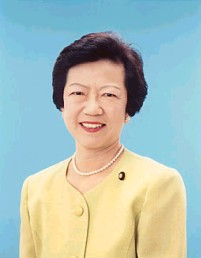
Маюми Морияма

Виталий Племенков

- Арасандз, Сусана[англ.] (60) — андоррская государственная деятельница, министр финансов (1994—2000)[281]
- Изопольский, Владимир Николаевич (86) — заслуженный тренер СССР и БССР по греко-римской борьбе[282].
- Калниньш, Ояр Эрик (71) — латвийский дипломат и политический деятель, посол в США (1993—1999), депутат Сейма (с 2010)[283].
- Ли Вангу (71) — премьер-министр Республики Корея (2015)[284].
- Морияма, Маюми (93) — японский государственный деятель, министр образования (1992—1993) и юстиции (2001—2003)[285].
- Племенков, Виталий Владимирович (81) — советский и российский химик-органик, доктор химических наук (1985), профессор кафедры органической и медицинской химии Казанского университета[286].
- Сизов, Геннадий Васильевич (80) — советский и российский дипломат, чрезвычайный и полномочный посол[287].
- Сисон, Вик[англ.] (84) — филиппинский футболист, игрок национальной сборной[288]

## 13 октября

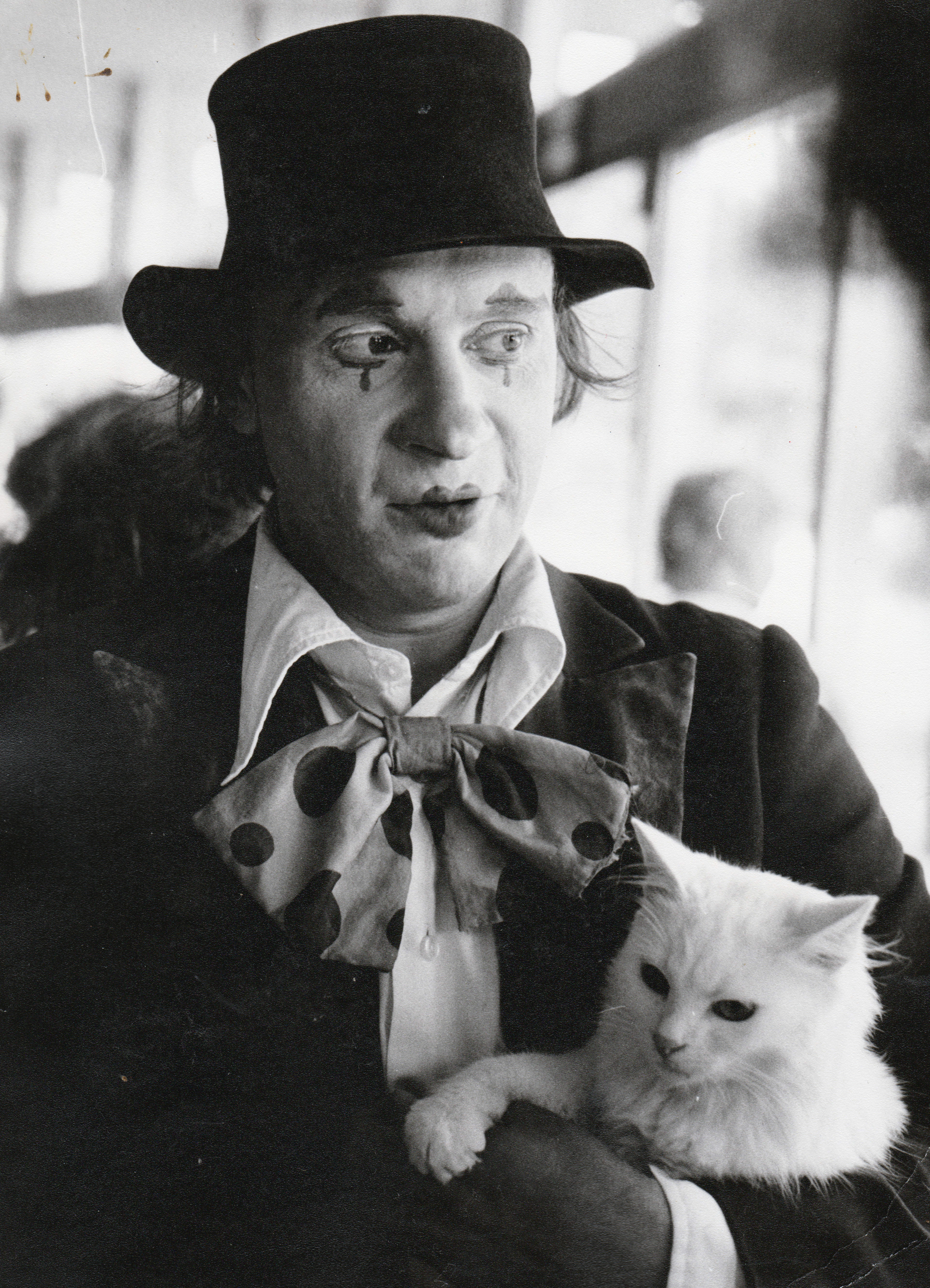
Анатолий Латышев

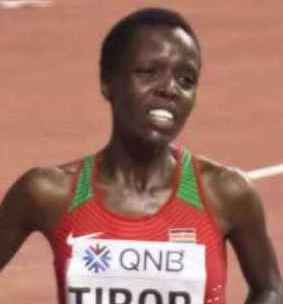
Агнес Тироп

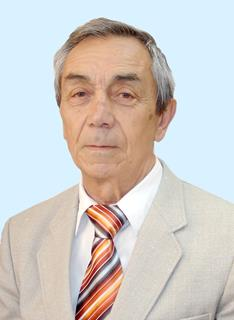
Зафар Усманов

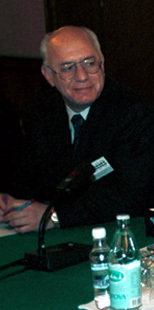
Андрей Шаповальянц

- Брюханов, Виктор Петрович (85) — советский и украинский энергетик, директор Чернобыльской АЭС (1970—1986)[289].
- Латышев, Анатолий Евгеньевич (72) — советский и российский артист цирка, клоун, заслуженный артист Российской Федерации (2002)[290].
- Руденко, Бэла Андреевна (88) — советская оперная певица (колоратурное сопрано), народная артистка СССР (1960)[291].
- Рымарев, Иван Титович (85) — советский военачальник, член военного совета — начальник политуправления Забайкальского военного округа (1988—1991), генерал-лейтенант[292].
- Тироп, Агнес Джебет (25) — кенийская легкоатлетка, двукратный бронзовый призёр чемпионатов мира: в Лондоне (2017) и в Дохе (2019); убийство[293].
- Усманов, Зафар Джураевич (84) — советский и таджикский математик, академик АН Таджикской ССР / НАН Таджикистана (1981)[294].
- Шаповальянц, Андрей Георгиевич (69) — российский государственный деятель, министр экономики Российской Федерации (1998—2000)[295].
- Шиловский, Владимир Петрович (94) — советский военачальник, заместитель главнокомандующего РВСН по тылу — начальник Тыла РВСН (1985—1989), генерал-полковник (1982)[296].

## 12 октября

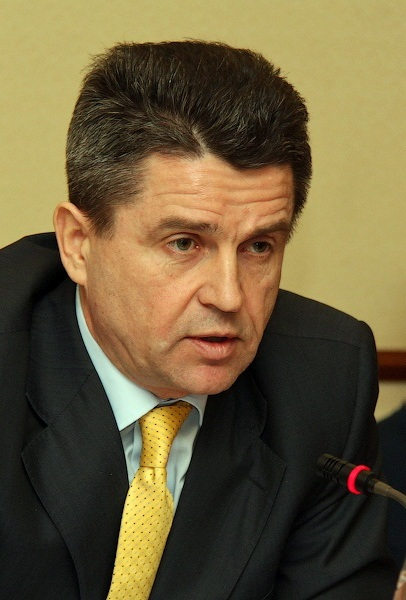
Владимир Маркин

- Бадуэль, Рауль[англ.] (66) — венесуэльский государственный деятель, министр обороны (2006—2008)[297].
- Жермен, Юбер (101) — французский государственный деятель, министр почт и телекоммуникаций (1972—1974), депутат Национального собрания (1962—1973)[298].
- Кадинов, Виктор Григорьевич (89) — советский певец, солист (1954—1987) и главный администратор (1987—2021) Академического ансамбля песни и пляски Российской Армии имени А. В. Александрова, заслуженный артист РСФСР (1986)[299].
- Корнева, Зинаида Антоновна (99) — ветеран Великой Отечественной войны[300].
- Маркин, Владимир Иванович (64) — российский государственный деятель, руководитель управления взаимодействия со средствами массовой информации Следственного комитета при прокуратуре Российской Федерации (2007—2011) и Следственного комитета Российской Федерации (2011—2016), государственный советник юстиции 3-го класса, генерал-майор юстиции[301].
- Наканэ, Тиэ (95) — японский социальный антрополог, член Японской академии наук (1995)[302].
- Николич, Юлия Игоревна (38) — македонская гандболистка, игравшая в национальной сборной[303].
- Яку, Эдди (101) — узник нескольких нацистских концлагерей.

## 11 октября

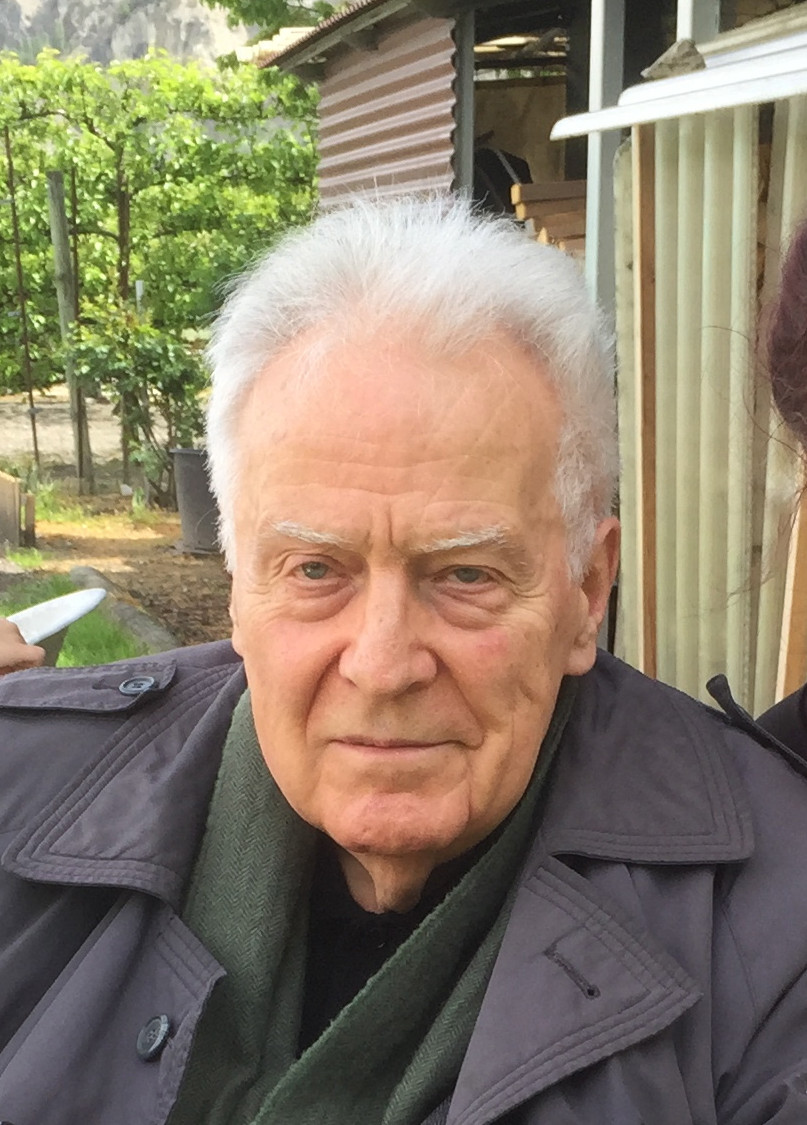
Лукас Давид

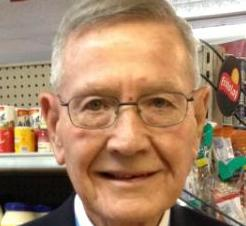
Дуэйн Дьюи

- Агирре, Эмилиано[исп.] (96) — испанский палеонтолог, руководитель раскопок в Сьерра-де-Атапуэрка (1978—1990), лауреат Премии принцессы Астурийской (1997)[304].
- Алимова, Клавдия Иосифовна (90) — советский виноградарь, Герой Социалистического Труда (1981)[305].
- Гончарова, Галина Степановна (86) — советский и украинский учёный-правовед, кандидат юридических наук, доцент[306].
- Гринберг, Джек[англ.] (89) — американский предприниматель-миллиардер, нефтегазовый разработчик[307].
- Давид, Лукас (87) — австрийский скрипач и музыкальный педагог[308].
- Демарко, Тони[англ.] (89) — американский боксёр, чемпион мира в полусреднем весе (1955)[309].
- Дьюи, Дуэйн Эдгар (89) — американский морской пехотинец, обладатель медали Почёта (1953)[310].
- Захаров, Руслан Олегович[англ.] (23) — российский конькобежец, призёр чемпионата России (2019); ДТП[311].
- Майя, Лавуазье[порт.] (93) — бразильский врач и государственный деятель, губернатор Риу-Гранди-ду-Норти (1979—1983)[312].
- Малик, Мухаммад Парвиз[англ.] (73) — пакистанский государственный деятель, министр торговли и текстильной промышленности (2017—2018)[313].
- Минаков, Борис Иванович (93) — советский дипломат, Чрезвычайный и Полномочный посол СССР в Кот-д’Ивуаре (1986—1990)[314].
- Нильсен, Олав (79) — норвежский футболист, игрок национальной сборной[315].
- Цыканов, Владимир Андреевич (92) — советский учёный, доктор технических наук (1973), профессор (1976), директор НИИАР (1973—1989), заслуженный деятель науки Российской Федерации, лауреат Ленинской премии (1967)[316].

## 10 октября

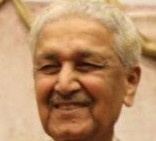
Абдул Кадыр Хан

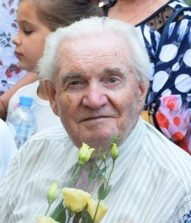
Алексей Гуляницкий

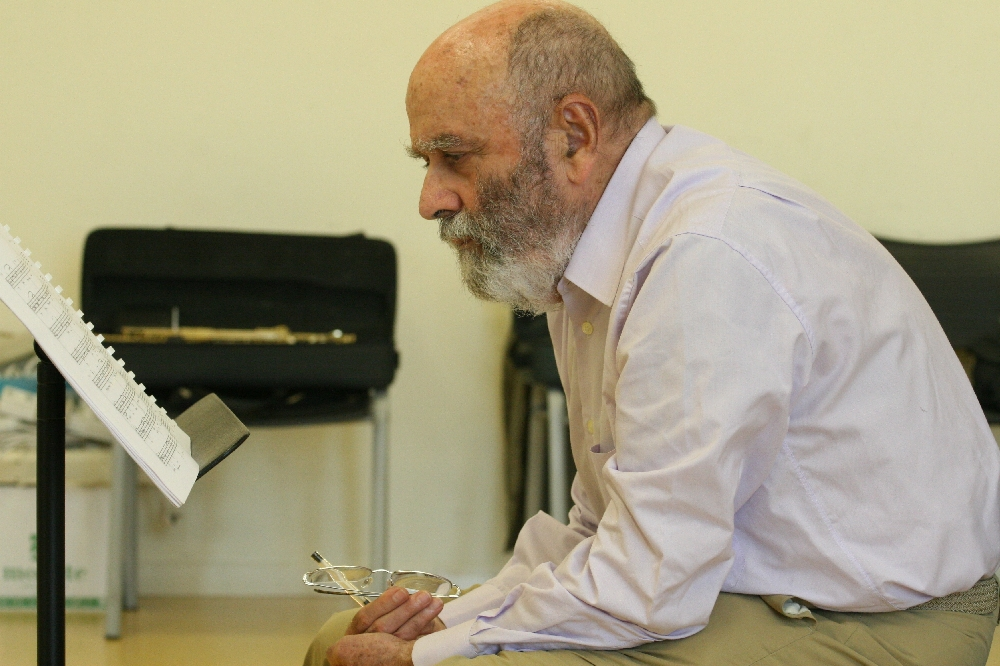
Луис де Пабло

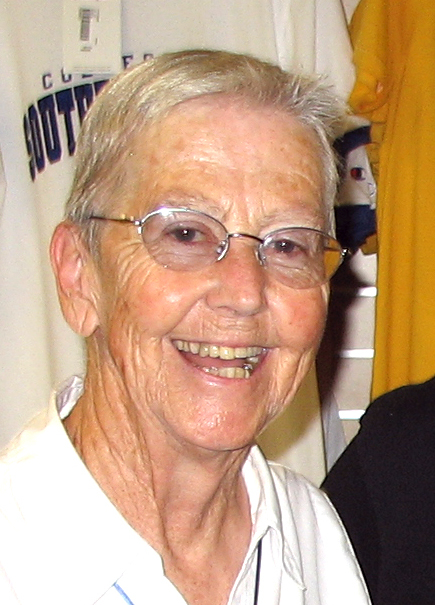
Меган Райс

- Абдул Кадыр Хан (85) — пакистанский физик-ядерщик[317].
- Блумквист, Ларс Эрик[швед.] (79) — шведский писатель и переводчик с русского[318].
- Болоненко, Владимир Михайлович (67) — солист Академического ансамбля песни и пляски Российской Армии имени А. В. Александрова, заслуженный артист Российской Федерации (2004)[319].
- Вовнянко, Игорь Александрович (79) — советский и казахстанский кинооператор, режиссёр, сценарист[320].
- Гуляницкий, Алексей Феодосьевич (88) — советский и украинский дирижёр, главный дирижёр и художественный руководитель Cимфонического оркестра Крымской филармонии (1965—2005), народный артист Украинской ССР (1983)[321].
- Дрэгушин, Корнел[рум.] (95) — румынский футбольный тренер, главный тренер сборной Ирака (1962—1963), сборной Сирии (1965—1966), сборной Румынии (1975—1976)[322].
- Мизери, Светлана Николаевна (88) — советская и российская актриса театра и кино, режиссёр, народная артистка РСФСР (1980)[323].
- Пабло, Луис де (91) — испанский композитор[324].
- Райс, Меган (91) — американская католическая монахиня и общественный деятель[325].
- Ряжская, Ольга Георгиевна (80) — советский и российский физик-ядерщик, сотрудник ИЯИ РАН, член-корреспондент РАН (2000)[326].
- Сафиуллин, Фандас Шакирович (85) — российский политический деятель, депутат Государственной думы (1999—2003)[327].
- Сучков, Анатолий Андреевич (86) — советский футболист, чемпион СССР в составе клуба «Динамо» Киев (1961), советский и украинский футбольный тренер[328].
- Томпсон, Рути (111) — американский аниматор[329].
- Шулепко, Вячеслав Петрович (62) — советский боксёр, советский и российский тренер по боксу, двукратный серебряный призёр чемпионатов СССР (1982, 1984), заслуженный тренер РСФСР (1991)[330].

## 9 октября

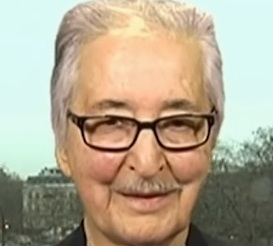
Абдульхасан Банисадр

- Ахпаров, Нурлан Нуркинович (62) — казахстанский детский хирург, доктор медицинских наук (1997), профессор (2007)[331].
- Банисадр, Абольхасан (88) — иранский государственный деятель, президент Ирана (1980—1981)[332].
- Бородецкий, Анатолий Петрович (70) — советский и российский архитектор, главный архитектор Воронежа (2002—2009)[333].
- Галеев, Айвенго Гадыевич (83) — советский и российский конструктор, один из создателей ракетно-космического корабля «Буран»[334].
- Гаскон, Чито[англ.] (57) — филиппинский юрист, председатель Комиссии по правам человека (с 2015 года)[335].
- Громыхин, Алексей Александрович (67) — советский и российский поэт, председатель союза писателей Республики Мордовия[336].
- Деркембаева, Ирина Григорьевна (93) — советская и киргизская оперная певица (лирическое сопрано), народная артистка Киргизской ССР (1967)[337].
- Кривопуск, Василий Андреевич (89) — советский партийный и государственный деятель, первый секретарь Челябинского горкома КПСС (1984—1986), заместитель председателя Челябинского облисполкома (1986—1992)[338].
- Кули, Томас (78) — американский экономист[339].
- Купина, Людмила Эмильевна (77) — советская актриса театра и кино[340].
- Лонгуорт, Стив (73) — английский игрок в снукер[341].
- Пи, Жильбер[фр.] (87) — французский оперный певец (тенор)[342].
- Рогозин, Юрий Иванович (68) — советский и российский кинорежиссёр и сценарист, преподаватель ВГИКа[343].
- Хосино, Кэйтаро (52) — японский боксёр-профессионал, чемпион мира по версии WBA (2000, 2002)[344].
- Шавлохов, Мэлс Мухтарович (83) — советский и южноосетинский танцовщик и хореограф, художественный руководитель Государственного ансамбля песни и танца Южной Осетии «Симд»[345].

## 8 октября

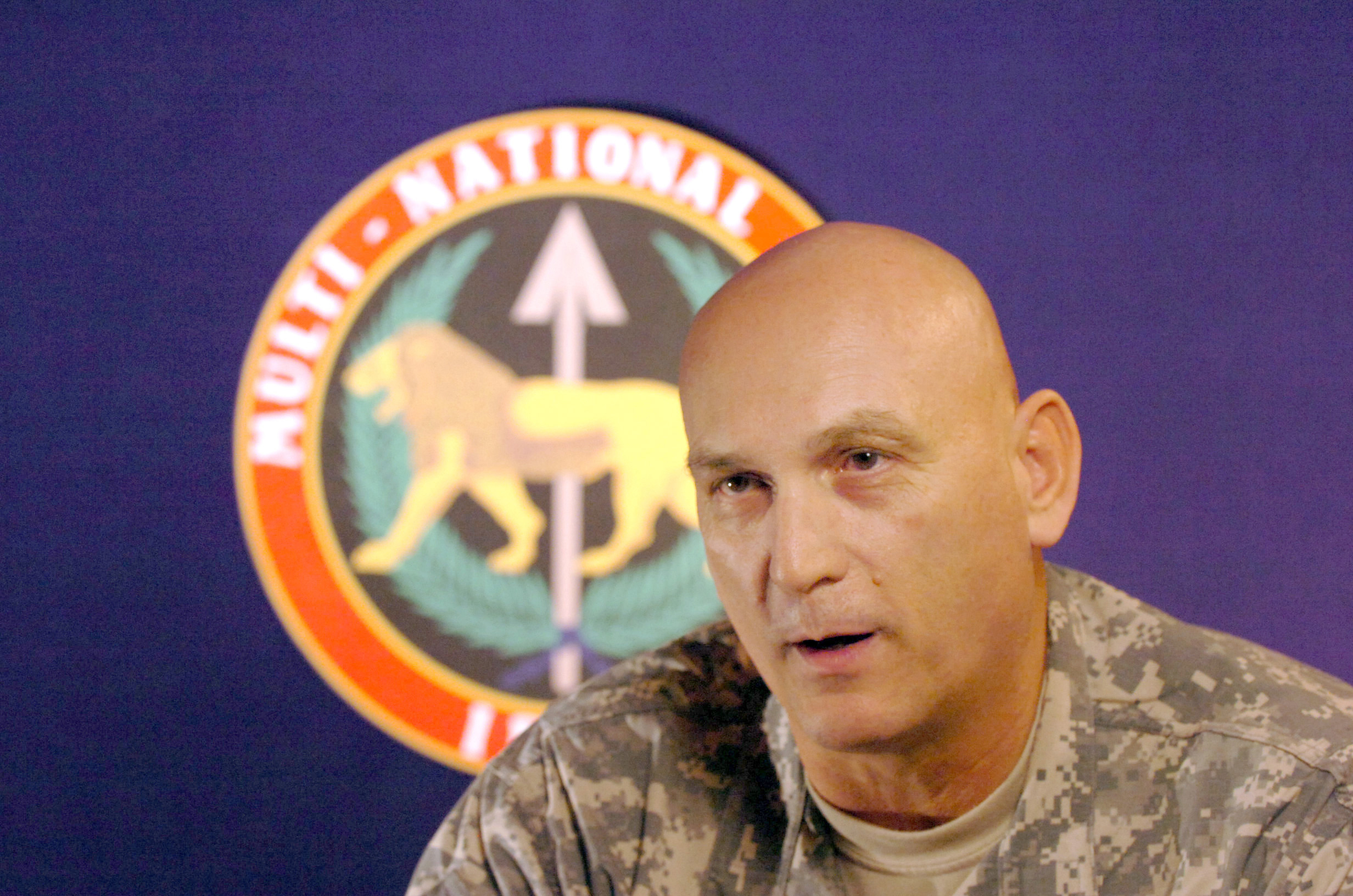
Реймонд Одиерно

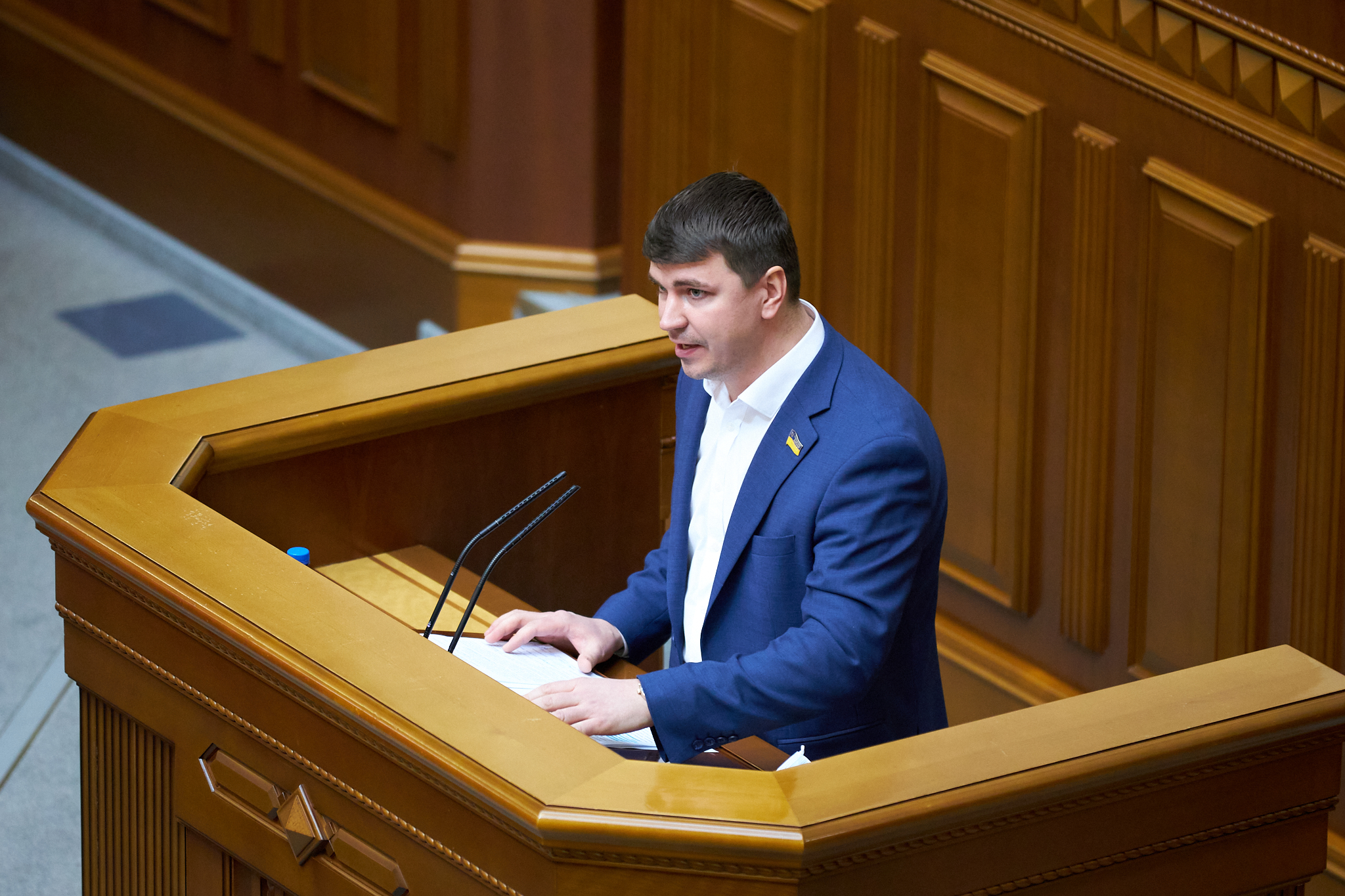
Антон Поляков

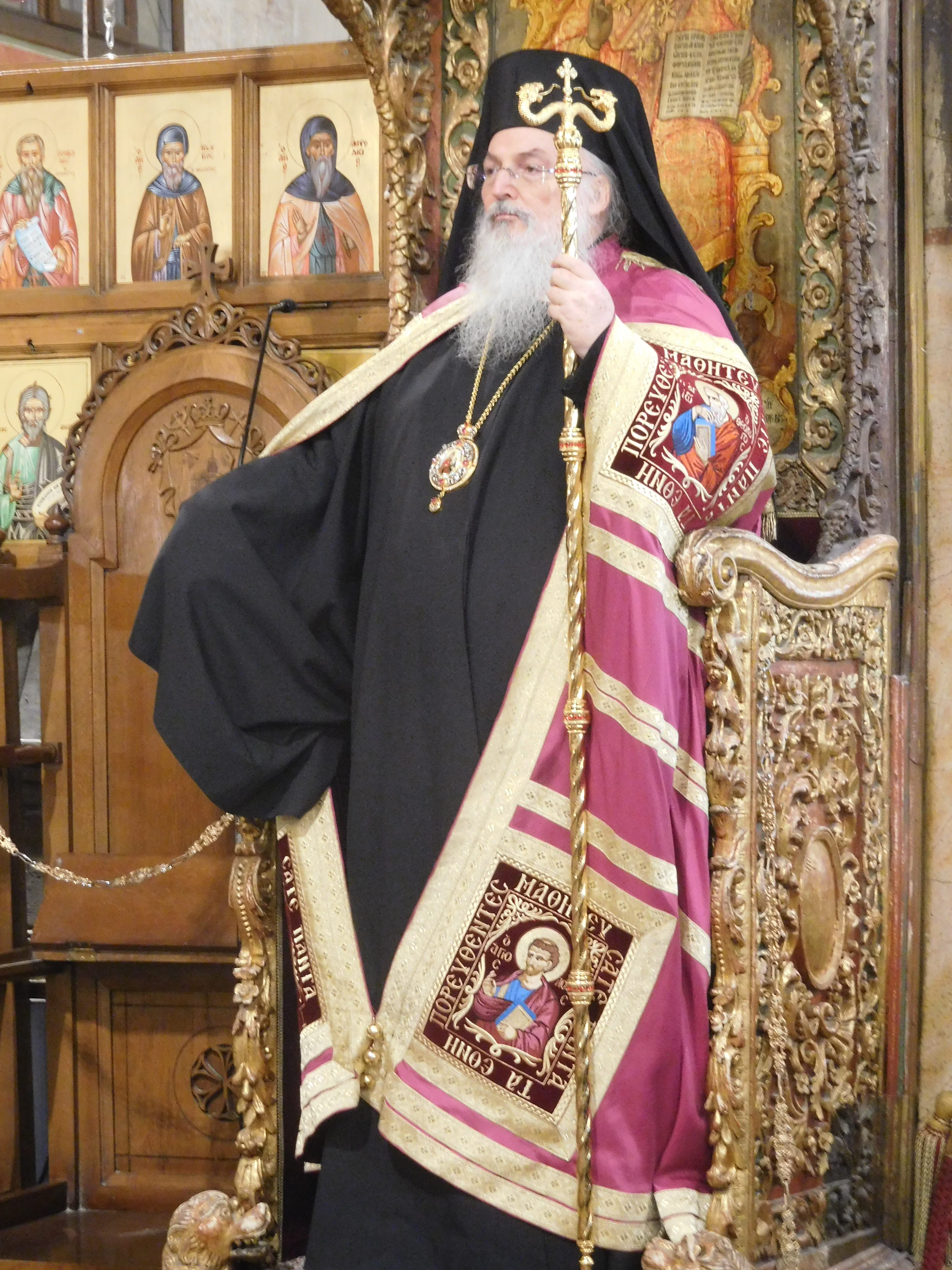
Феофилакт (Георгиадис)

- Василий (Флуераш) (72) — священнослужитель Румынской православной церкви, епископ Сомешский, викарий Вадской архиепископии (1998—2019)[346].
- Вебер, Юп[нем.] (71) — люксембургский политик, депутат Европейского парламента (1994—1999)[347].
- Галану, Марина (?) — греческая транс-активистка[348].
- Гельдман, Мордехай[англ.] (75) — израильский поэт и писатель, лауреат литературной премии имени Бялика за жизненные достижения (2010)[349].
- Кириллов, Павел Леонидович (94) — советский и российский учёный-атомщик, заведующий кафедрой «Атомные электростанции» Обнинского филиала МИФИ (1976—1988), заслуженный деятель науки и техники РСФСР (1988)[350].
- Кязимов, Агакиши Самед оглы (85) — советский и азербайджанский театральный режиссёр, народный артист Азербайджана (2000)[351].
- Лазюк, Геннадий Ильич (94) — советский и белорусский медицинский генетик, член-корреспондент АМН СССР / РАМН (1986—2014), член-корреспондент НАН Беларуси (1995), член-корреспондент РАН (2014)[352].
- Маттук, Артур (91) — американский математик, профессор Массачусетского технологического института, член Американского математического общества (2012)[353].
- Одиерно, Реймонд (67) — американский генерал, начальник штаба сухопутных войск США (2011—2015)[354].
- Олексенко, Павел Феофанович (81) — украинский физик, член-корреспондент НАНУ (1995)[355].
- Поляков, Антон Эдуардович (33) — украинский государственный деятель, депутат Верховной рады (с 2019)[356].
- Сампэй Сирато (89) — японский мангака и эссеист[357].
- Санакоев, Григорий Константинович (86) — советский и российский шахматист, чемпион мира в игре по переписке (1985—1990), заслуженный мастер спорта России (1998)[358].
- Сенякин, Иван Николаевич (72) — советский и российский правовед, профессор кафедры теории государства и права СГЮА, заслуженный юрист Российской Федерации[359].
- Тихонов, Александр Васильевич (81) — советский и российский социолог, доктор социологических наук (2000), профессор (2002)[360].
- Феофилакт (Георгиадис) (70) — епископ Иерусалимской православной церкви, архиепископ Иорданский (с 2005)[361].
- Чилтон, Нола (99) — израильский театральный режиссёр, лауреат Премии Израиля (2013)[362].

## 7 октября

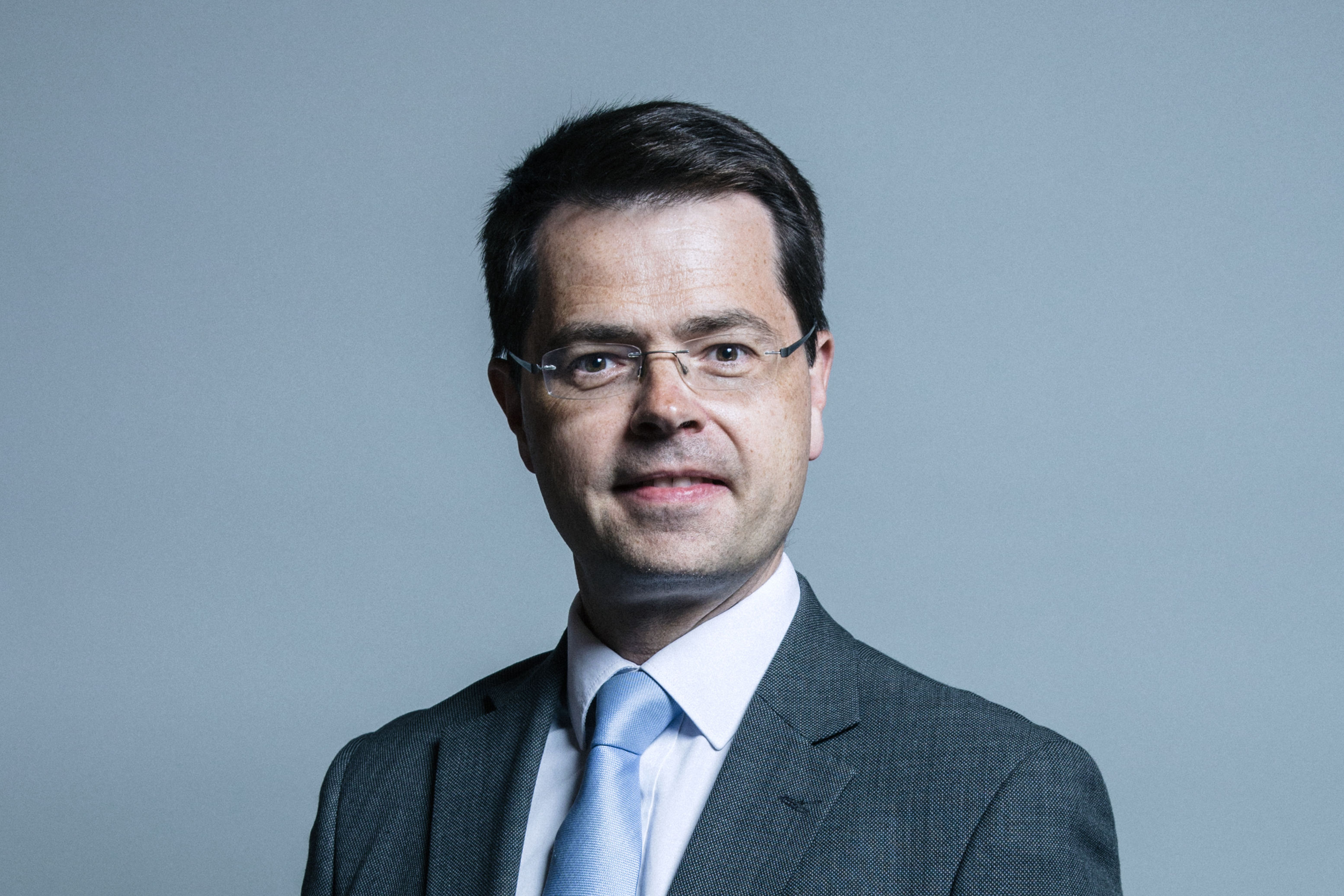
Джеймс Брокеншир

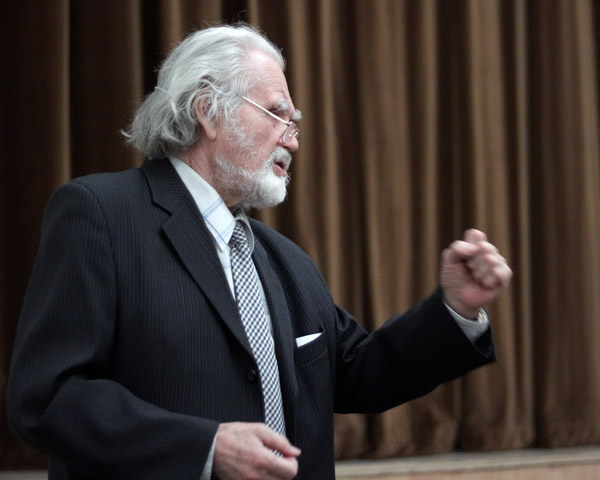
Владимир Морозов

- Боуман, Клемент[англ.] (91) — канадский инженер-химик, лауреат международной премии «Глобальная энергия» (2008)[363]
- Брокеншир, Джеймс (53) — британский государственный деятель, министр по делам Северной Ирландии (2016—2018) и министр по делам общин и местного самоуправления Великобритании (2018—2019)[364].
- Гальсечи, Андраш[венг.] (67) — венгерский государственный деятель, министр гражданской разведки (1990—1992)[365].
- Дадашев, Намиг (76) — советский и азербайджанский скульптор[366].
- Джанджгава, Гиви Ивлианович (81) — советский и российский организатор авиаприборостроительной промышленности, лауреат Государственной премии СССР (1983), Государственной премии РФ (1996)[367].
- Коссия, Хорхе[исп.] (69) — аргентинский режиссёр и государственный деятель, министр культуры (2009—2014)[368].
- Морозов, Владимир Петрович (92) — советский и российский психофизиолог, доктор биологических наук (1972), профессор (1982), сотрудник ИП РАН[369].
- Мужотт, Этьен[фр.] (81) — французский журналист, главный редактор «Фигаро» (2008—2012)[370].
- Рёнстрём, Ева[швед.] (88) — шведская гимнастка, серебряный призёр летних Олимпийских игр в Мельбурне (1956)[371].
- Сарачик, Мириам (88) — американский физик-экспериментатор, член Национальной академии наук США (1994)[372].
- Сной, Йоже (87) — словенский поэт и прозаик[373].
- Хольцшух, Райнер[нем.] (77) — немецкий спортивный журналист, издатель журнала Kicker, президент Ассоциации европейских спортивных изданий[374].
- Чэнь Вэньсинь (95) — китайский биолог, член Китайской академии наук (2001)[375].

## 6 октября

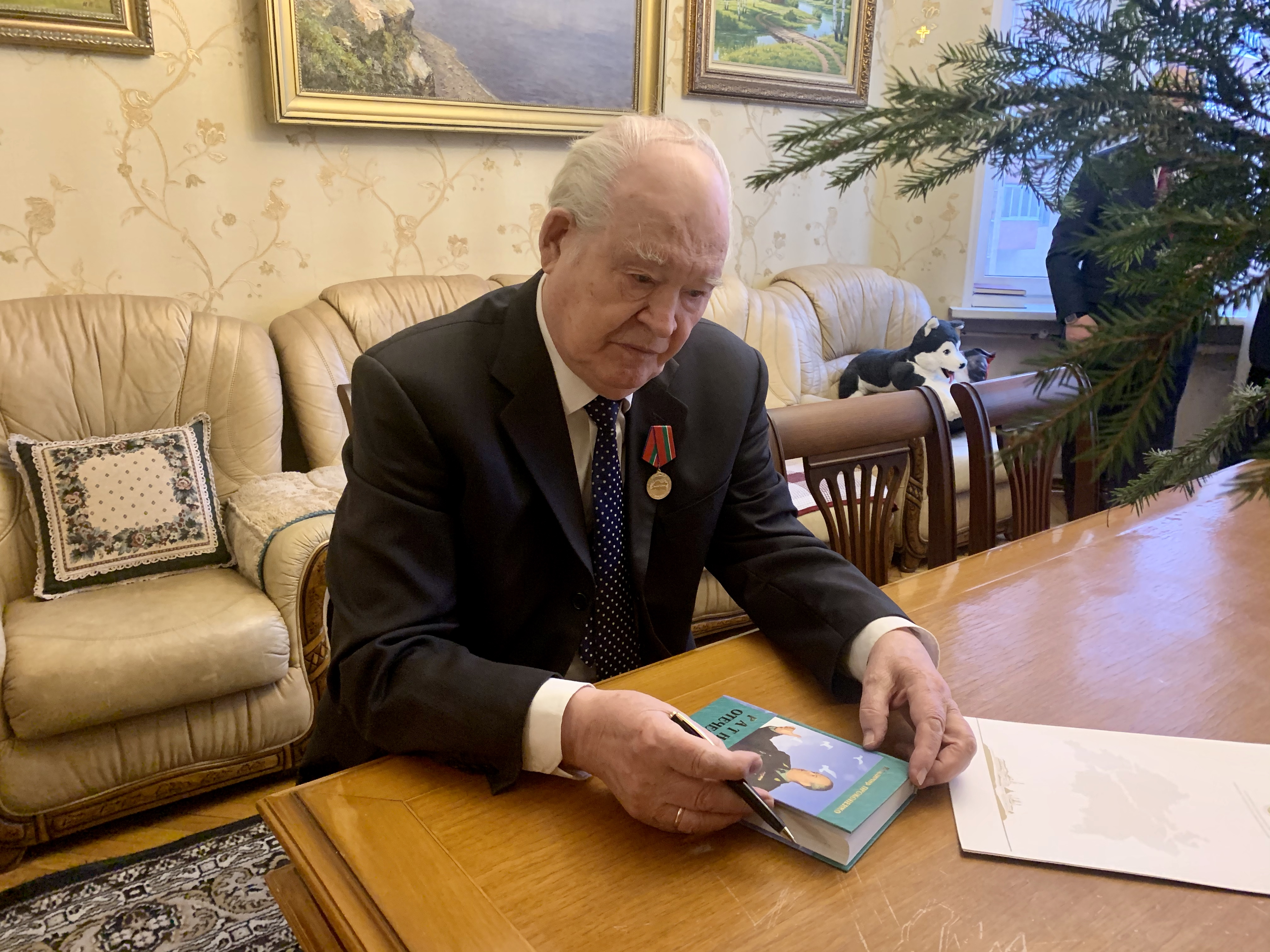
Николай Демидов

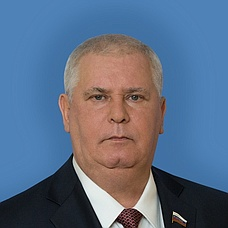
Олег Селезнёв

- Ааре, Юхан (73) — эстонский политический деятель, журналист и спортивный функционер, депутат Верховного Совета СССР (1989—1991), депутат Рийгикогу[376].
- Асаока, Томоясу (59) — японский футболист, игравший в национальной сборной[377].
- Демидов, Николай Иванович (88) — советский и российский организатор органов правопорядка, заместитель министра внутренних дел СССР, начальник главного управления БХСС (1983—1991), генерал-лейтенант внутренней службы (1984)[378].
- Евтушенко, Николай Никитович (100) — советский и российский организатор сельскохозяйственного производства и государственный деятель, первый заместитель председателя Совета Министров Кабардино-Балкарской АССР (1974—1987), Герой Социалистического Труда (1966)[379].
- Ларраньяга, Отилия[англ.] (89) — мексиканская актриса и балерина[380].
- Ли, Геннадий Петрович (81) — советский и киргизский писатель, историк корейского этноса и публицист[381].
- Мась, Алексей Александрович (47) — украинский IT-предприниматель[382].
- Маттиолли, Луиза[итал.][значимость?] (85) — итальянская киноактриса[383].
- Селезнёв, Олег Викторович (62) — советский и российский сотрудник спецслужб, начальник УФСБ России по Республике Адыгея (2009—2017), генерал-майор ФСБ; Сенатор Российской Федерации от исполнительного органа государственной власти — Кабинета министров Республики Адыгея (с 2017 года)[384].
- Читечян, Виген Иванович (80) — армянский политический деятель и дипломат, вице-премьер Республики Армения (1993—1995), Чрезвычайный и Полномочный посол Республики Армения в ряде стран Европы, глава миссии Армении при НАТО (1994—2007)[385].
- Шароев, Антон Георгиевич (92) — советский и российский дирижёр, основатель и руководитель Киевского камерного оркестра (1963—1969, 1976—1987), заслуженный деятель искусств УССР; художественный руководитель и главный дирижёр оркестра «Камерата Сибири» (с 1998 года), заслуженный деятель искусств Российской Федерации[386].
- Шервин, Мартин (84) — американский историк, лауреат Пулитцеровской премии (2006)[387].
- Шипулина, Татьяна Александровна (70) — советский и российский композитор и дирижёр[388].

## 5 октября

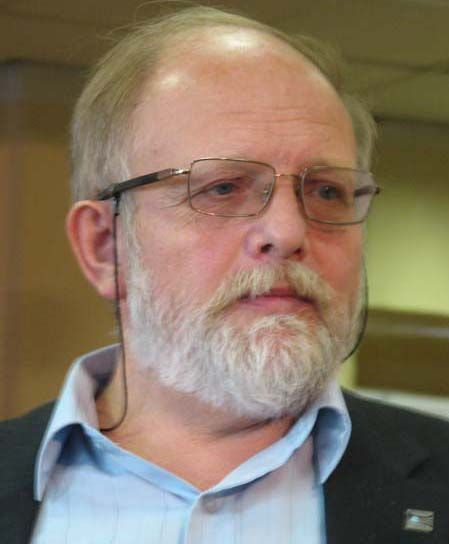
Александр Голубев

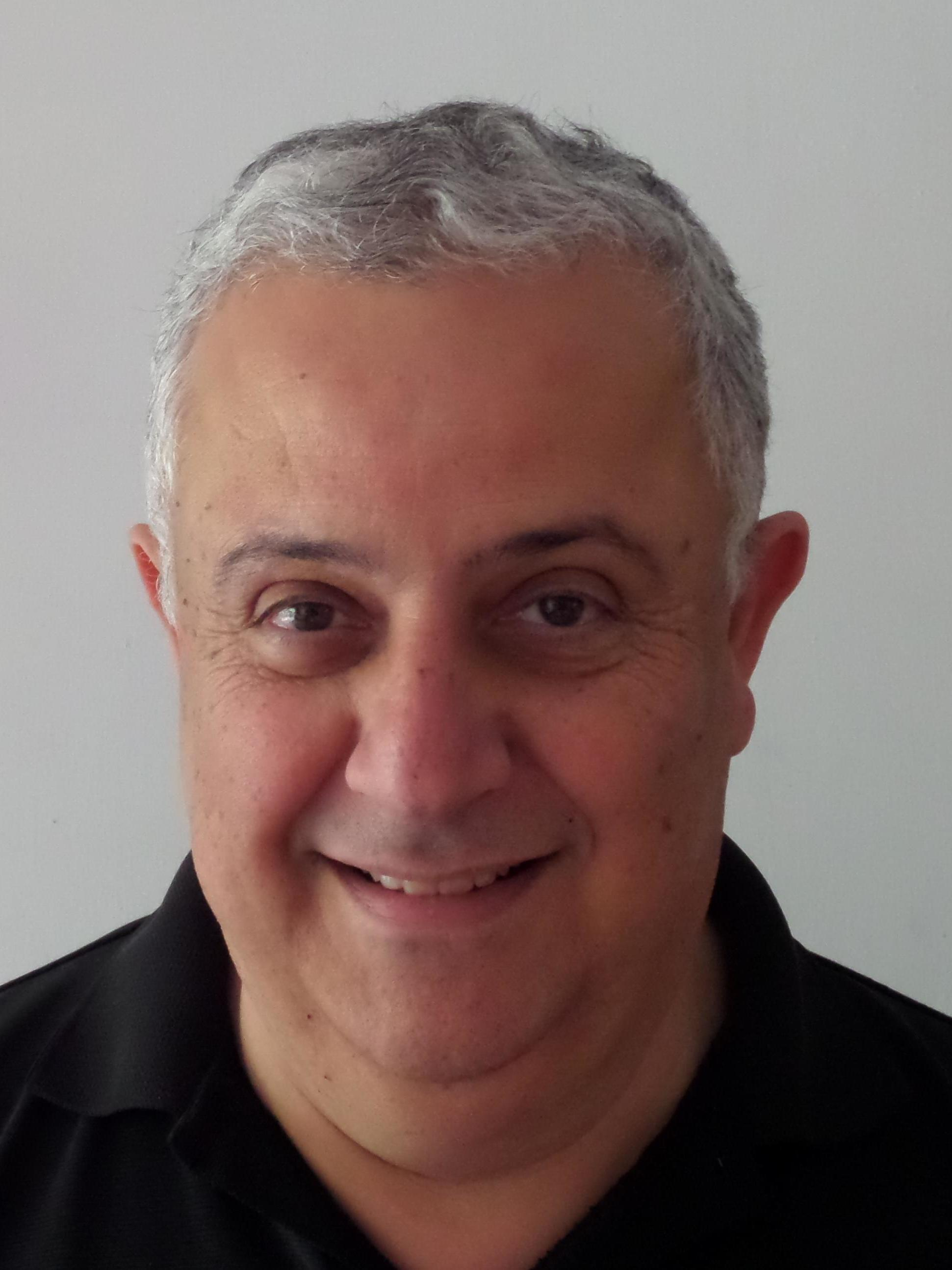
Йосеф Парицкий

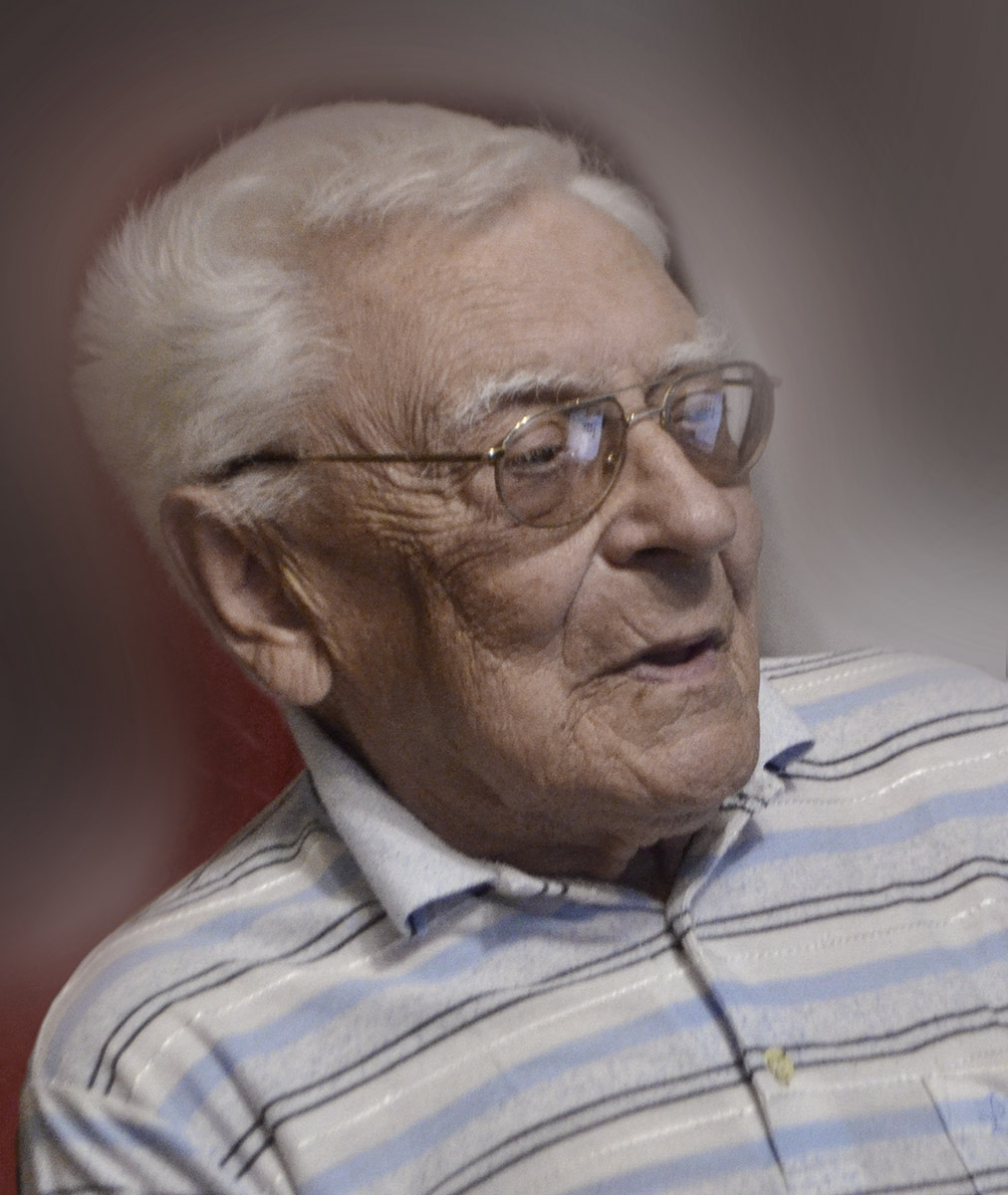
Николай Рашеев

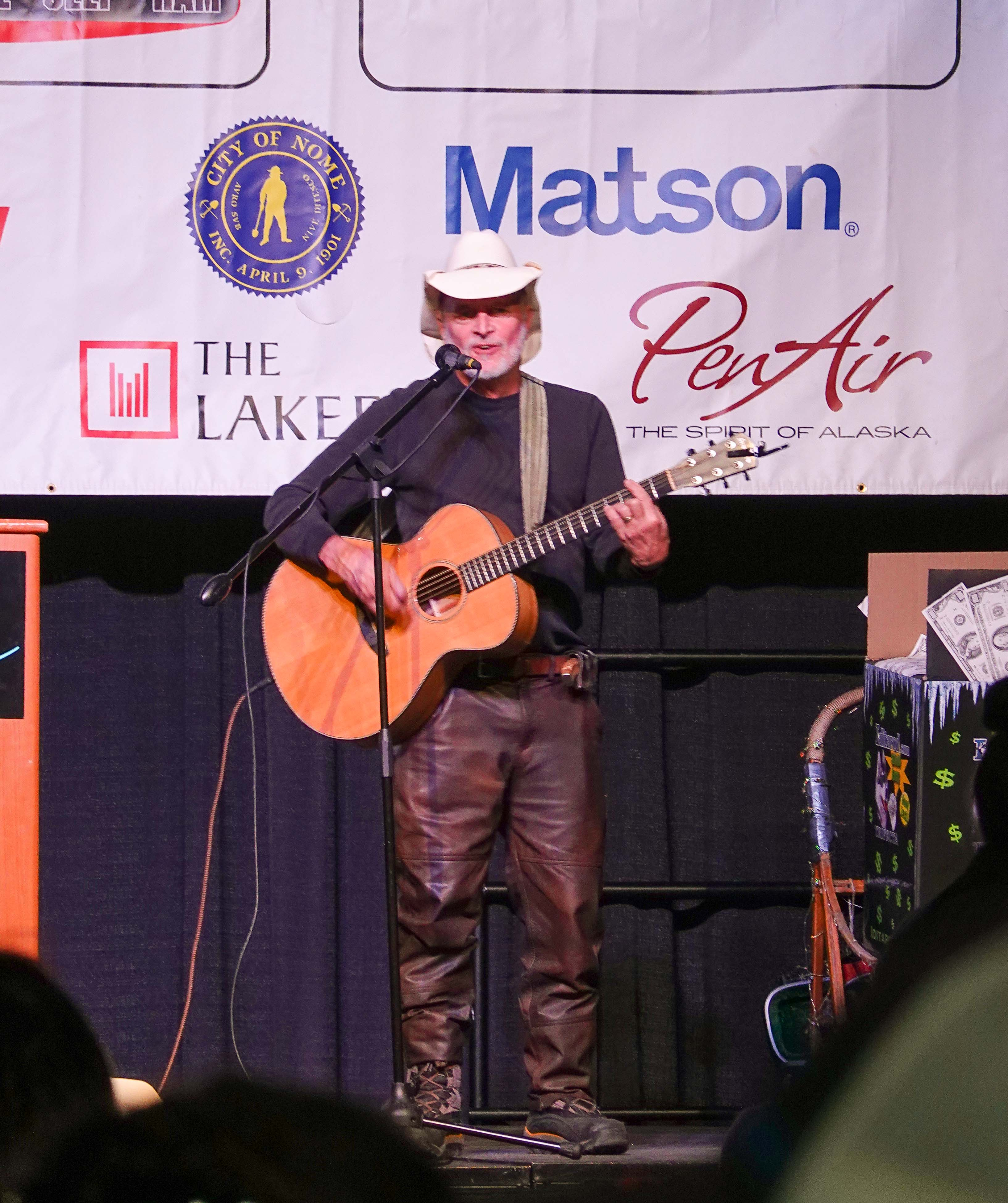
Hobo Jim

- Бессонов, Владимир Иванович (72) — советский и российский архитектор, главный архитектор Псковской области (1998—2001), заслуженный архитектор России[389].
- Большаков, Валерий Павлович (81) — советский и российский философ, доктор философских наук, профессор кафедры теории и истории культуры СПбГИК[390].
- Голубев, Александр Владимирович (66) — советский и российский историк и писатель[391].
- Горяшко, Алексей Маркиянович (87) — советский пилот гражданской авиации, заслуженный пилот СССР, заместитель (1988—1990) и первый заместитель (1990—1991) министра гражданской авиации СССР[392].
- Жакупов, Базыл Шамуханович (56) — казахстанский государственный деятель, мэр Костаная (2015—2019)[393].
- Парицкий, Йосеф (66) — израильский государственный деятель, министр национальной инфраструктуры, энергетики и водоснабжения Израиля (2003—2004)[394].
- Рашеев, Николай Георгиевич (86) — советский и украинский кинорежиссёр, заслуженный деятель искусств Украины (2000)[395].
- Селса дус Сантус, Франсиска (116) — бразильская долгожительница[396].
- Станкович, Зоран[англ.] (66) — сербский государственный деятель, министр обороны (2005—2007) и здравоохранения (2011—2012)[397].
- Триведи, Арвинд (82) — индийский актёр[398].
- Хосп, Роберт (81) — швейцарский футболист, игрок «Лозанны» и национальной сборной, участник чемпионата мира по футболу 1966[399].
- Цуманис, Никос (31) — греческий футболист (о смерти объявлено в этот день)[400].
- Шарифов, Вагиф Абдулла оглы (78) — советский и азербайджанский актёр, артист Гянджинского государственного драматического театра, народный артист Азербайджана (2014)[401].
- Шипп, Джером[англ.] (86) — американский баскетболист, чемпион летних Олимпийских игр в Токио (1964)[402].
- Hobo Jim (68/69) — американский композитор и певец[403].

## 4 октября

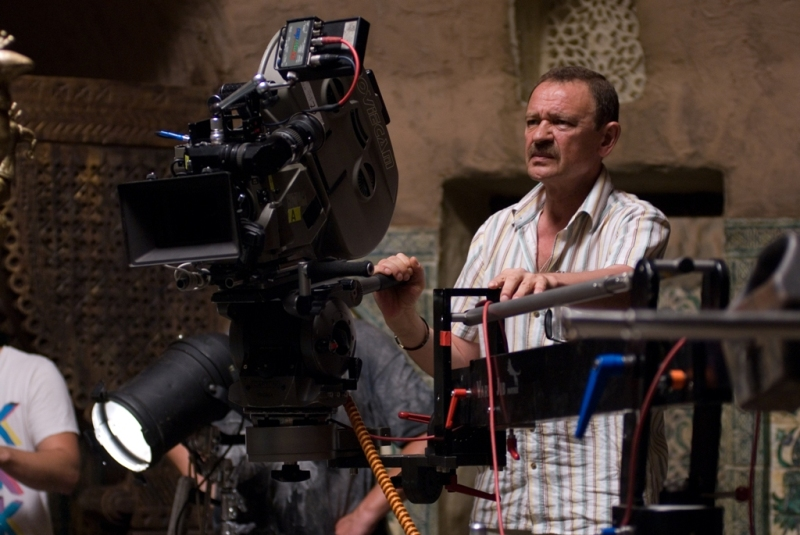
Юрий Райский

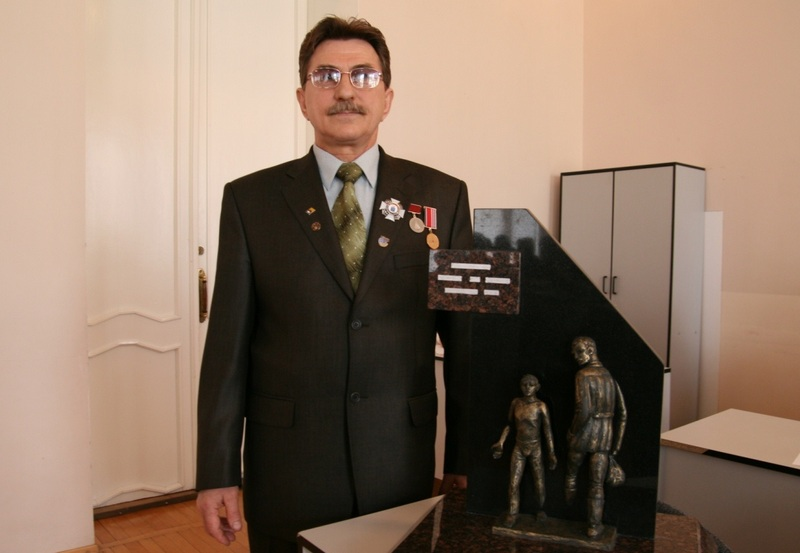
Александр Садовский

- Биланенко, Виталий Андреевич (92) — советский и российский геолог, заслуженный геолог РСФСР, лауреат Государственной премии СССР[404].
- Горская, Мирра Александровна (94) — советская и российская театральная актриса, заслуженная артистка РСФСР (1982)[405].
- Данилин, Сергей Владимирович (61) — советский и российский саночник, чемпион Европы и мира по санному спорту, серебряный призёр Зимних Олимпийских игр 1984 года в Сараеве[406].
- Дядичев, Владимир Николаевич (84) — советский и российский литературовед[407].
- Кравец, Валерий Ефимович (82) — советский и российский поэт и литературный переводчик[408].
- Луньков, Дмитрий Алексеевич (85) — советский и российский режиссёр-документалист[409].
- Мухин, Евгений Иванович (81) — советский и российский тренер по лёгкой атлетике, заслуженный тренер России[410].
- Пацельт, Збигнев (70) — польский пловец и спортсмен по современному пятиборью, участник трёх Олимпиад, депутат Сейма Польши[411].
- Подлужный, Валерий Васильевич (69) — советский и украинский легкоатлет (прыжки в длину), бронзовый призёр летних Олимпийских игр в Москве (1980)[412].
- Райский, Юрий Владимирович (66) — советский и российский кинооператор-постановщик, заслуженный деятель искусств Российской Федерации (2014)[413].
- Садовский, Александр Александрович (65) — советский, российский и казахстанский скульптор[414].

## 3 октября

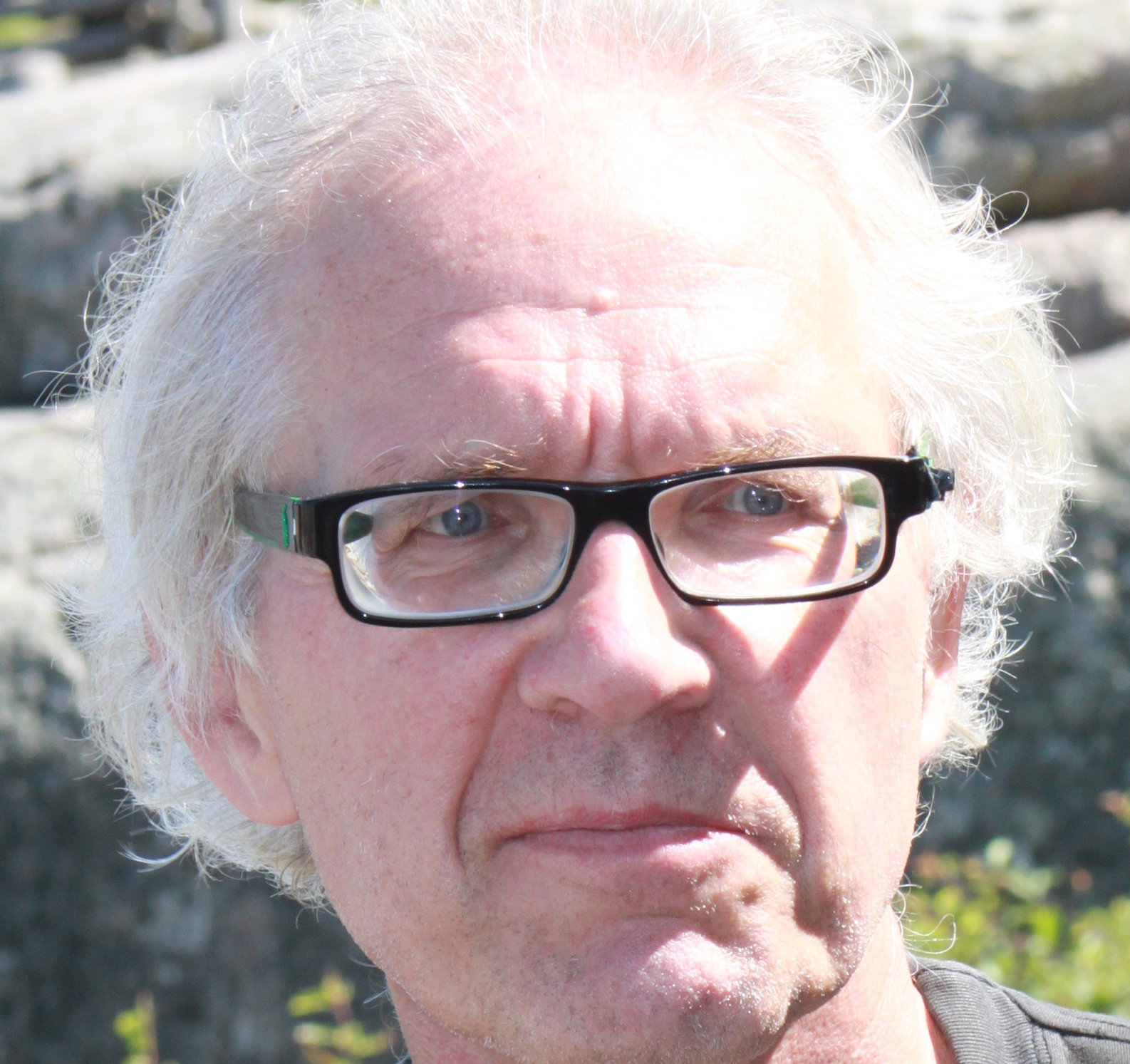
Ларс Вилкс

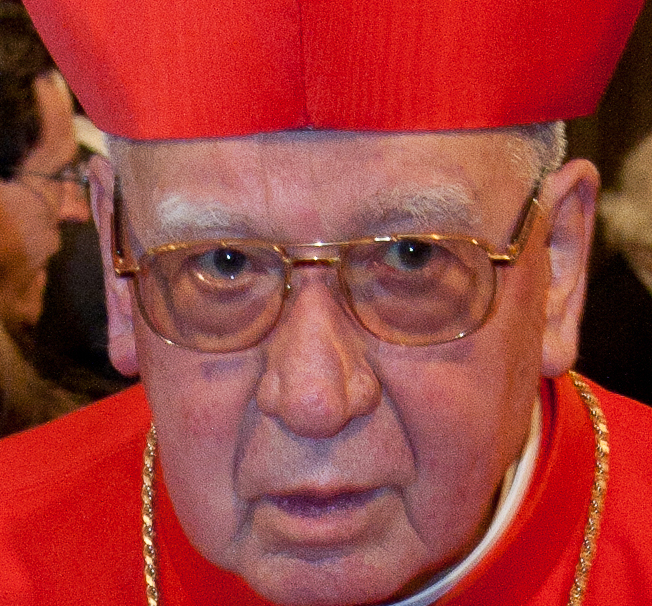
Хорхе Артуро Медина Эстевес

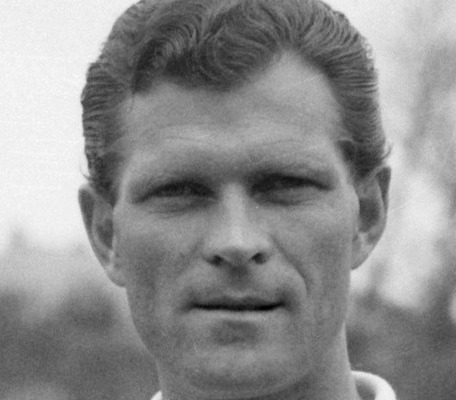
Бадж Патти

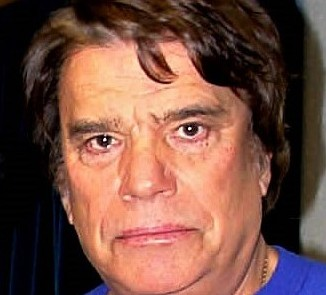
Бернар Тапи

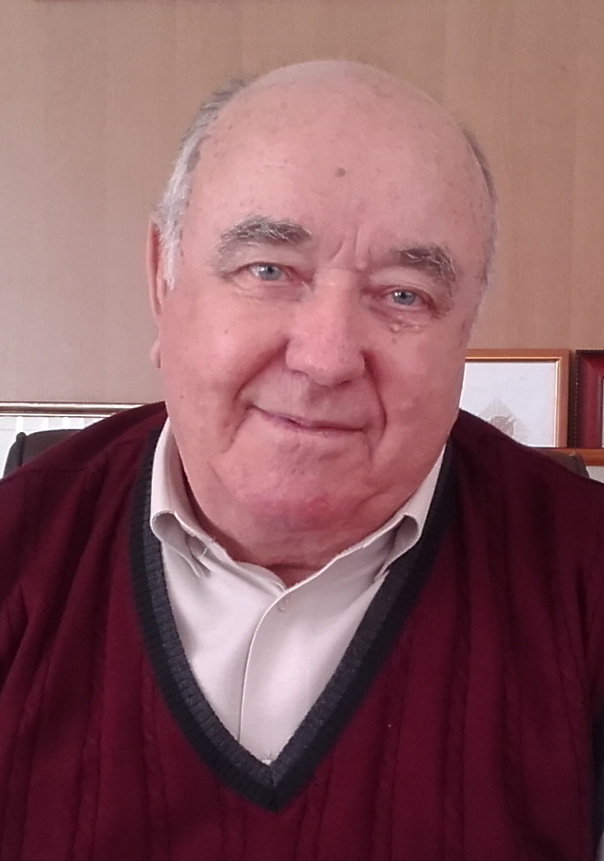
Евгений Чернышов

- Алигужинов, Серик Карабатырович (77) — советский и казахстанский государственный деятель, министр транспорта и коммуникаций Казахстана (1994—1995)[415].
- Вилкс, Ларс (75) — шведский художник; ДТП[416].
- Завязочников, Юрий Владимирович (79) — советский и российский архитектор[417].
- Ламадрид, Хосе Луис (91) — мексиканский футболист, игрок сборной Мексики, участник чемпионата мира 1954[418]
- Левина, Светлана Васильевна (63) — советская прыгунья на батуте, двукратная чемпионка мира (1976), заслуженный мастер спорта России (1997)[419].
- Лубенников, Иван Леонидович (70) — российский художник-монументалист, профессор кафедры живописи и композиции МГАХИ им. В. И. Сурикова, народный художник Российской Федерации (2006), академик РАХ (2012), сын Л. И. Лубенникова[420].
- Медина Эстевес, Хорхе Артуро (94) — чилийский кардинал, префект Конгрегации богослужения и дисциплины таинств (1996—2002)[421].
- Патти, Бадж (97) — американский теннисист, первая ракетка мира (1950)[422].
- Петреску, Дан[англ.] (68) — румынский миллиардер[423].
- Пилчер, Марк[англ.] (53) — британский визажист, лауреат прайм-таймовой премии «Эмми» (2021)[424].
- Рыльцов, Станислав Александрович (63) — начальник Военно-топографического управления Генерального штаба Вооружённых Сил — начальник Топографической службы Вооружённых Сил РФ (2008—2011), генерал-майор[425].
- Тапи, Бернар (78) — французский предприниматель и государственный деятель, министр по делам городов (1992—1993)[426].
- Файнзильберг, Михаил Павлович (67) — советский музыкант, певец, композитор и аранжировщик, создатель и участник группы «Круг»[427].
- Филиппов, Валерий Георгиевич (79) — советский и российский скульптор[428].
- Харрис, Синтия (87) — американская актриса[429].
- Чернышов, Евгений Михайлович (85) — советский и российский учёный в области строительного материаловедения, академик РААСН[430].
- Чилкот, Джон (82) — британский государственный деятель[431].
- Шумилин, Алексей Александрович (85) — советский и российский военный инженер, начальник космодрома Байконур (1992—1997), генерал-лейтенант (1993), Герой Социалистического Труда (1987), лауреат Государственной премии СССР (1979)[432].
- Юрьева, Татьяна Семёновна (77) — российский искусствовед, основатель Музея современных искусств имени С. П. Дягилева (2008)[433].

## 2 октября
- Бамгарднер, Дейна[англ.] (67) — американский политический деятель, член палаты представителей Северной Каролины (с 2013)[434].
- Гамбино, Агостино (88) — итальянский государственный деятель, министр связи (1995—1996)[435].
- Даунс, Энтони (90) — американский экономист и политолог[436].
- Дьячков, Борис Александрович (86) — советский, казахстанский и российский геолог, академик НАН Казахстана (2003)[437].
- Лёб, Ладислаус[англ.] (88) — швейцарский и британский германист и автор мемуаров, лауреат премии Австрийской службы памяти жертв Холокоста (2012)[438].
- Мартинес Морено, Альфредо[исп.] (98) — сальвадорский юрист, дипломат и писатель, президент Верховного суда (1968), директор Сальвадорской академии языка (1969—2006)[439].
- Мишкин, Мортимер[англ.] (94) — американский нейропсихолог, лауреат Национальной научной медали США (2009)[440].
- Палаиокрассас, Иоаннис[греч.] (85) — греческий государственный деятель, министр финансов (1990—1992)[441].
- Плисов, Виктор Васильевич (86) — советский партийный и государственный деятель, первый секретарь Хакасского обкома КПСС (1982—1983), председатель Красноярского крайисполкома (1983—1988)[442].
- Холмс, Мэтт[англ.] (54) — британский военный деятель, командующий Королевской морской пехотой Великобритании (2019—2021). Самоубийство[443].

## 1 октября
- Асильтюрк, Огузхан (86) — турецкий государственный деятель, министр внутренних дел (1975—1977)[444].
- Веллс, Эрл[англ.] (87) — новозеландский яхтсмен, чемпион летних Олимпийских игр в Токио (1964)[445].
- Гневек, Раймонд[англ.] (89) — американский скрипач, концертмейстер оркестра Метрополитен-опера (1957—2000)[446].
- Джарвик, Лисси[англ.] (97) — американский психолог, доктор философии, доктор медицины, профессор, «пионер» в области нейропсихогериатрии[447].
- Колесниковас, Витаутас[лит.] (72) — литовский художник, депутат Восстановительного сейма[лит.] (1990—1992)[448].
- Мендес, Боб[нидерл.] — бельгийский детективный писатель, двукратный лауреат литературной премии «Золотая петля»[нидерл.][449].
- Паниц, Эберхард[англ.] (89) — немецкий писатель и сценарист, лауреат Премии Генриха Манна (1975)[450].
- Северинец, Константин Павлович (69) — советский и белорусский писатель, поэт, переводчик и журналист, отец Павла Северинца[451].
- Чжан Сюйдун[англ.] (59) — генерал Народно-освободительной армии Китая, командующий командованием Западного театра военных действий (2020—2021)[452].
- Чжан Ханьсинь (85) — китайский гидро- и аэромеханик, член Китайской академии наук (1991)[453]
- Шитиков, Василий Алексеевич (66) — советский футболист[454].
- Шредер, Андреа[англ.] (57) — американский политический деятель, член палаты представителей Мичигана (с 2019)[455].